# Keramikfliese

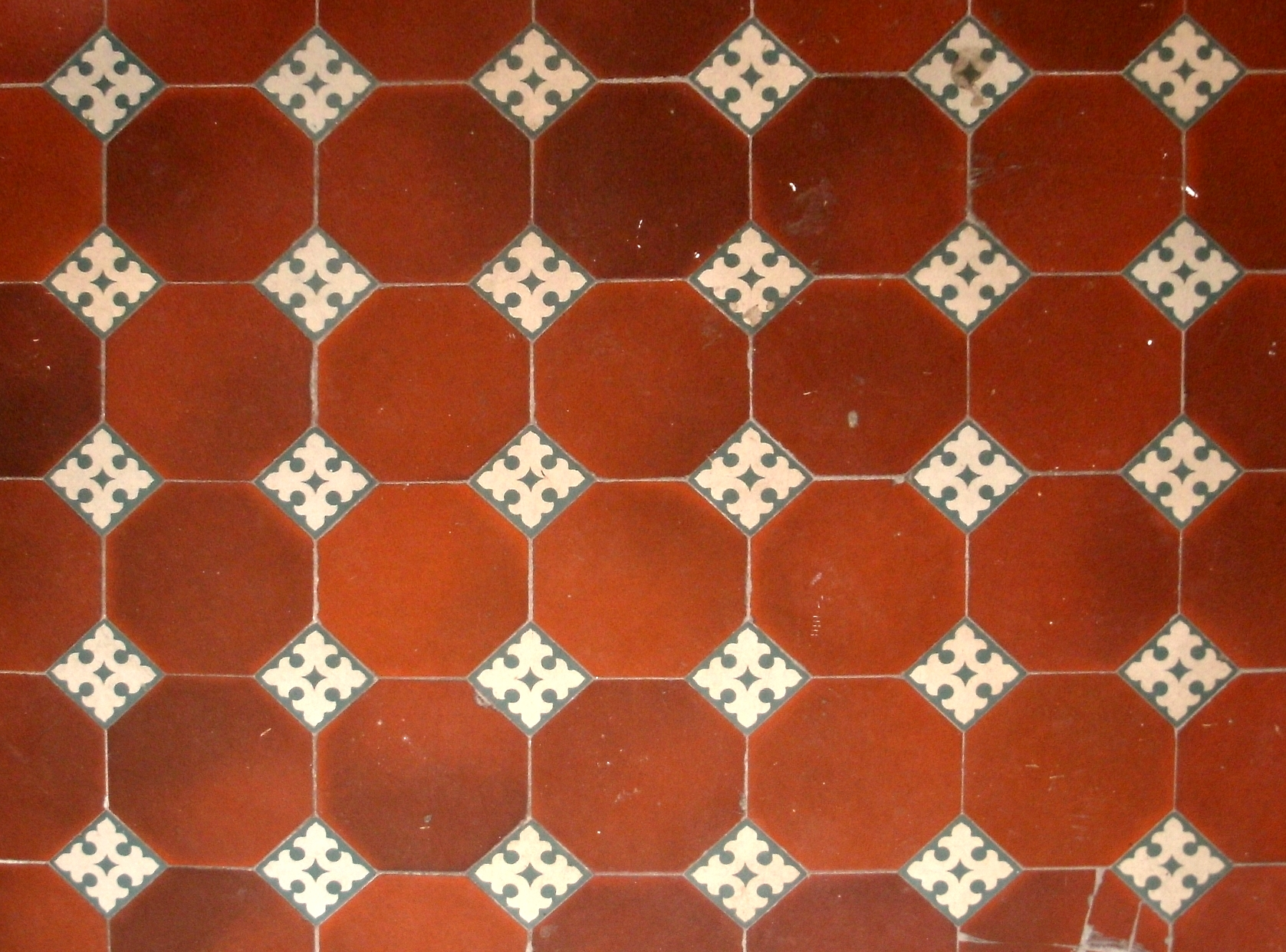
Bodenfliesen mit Jugendstil-Lilienmustern

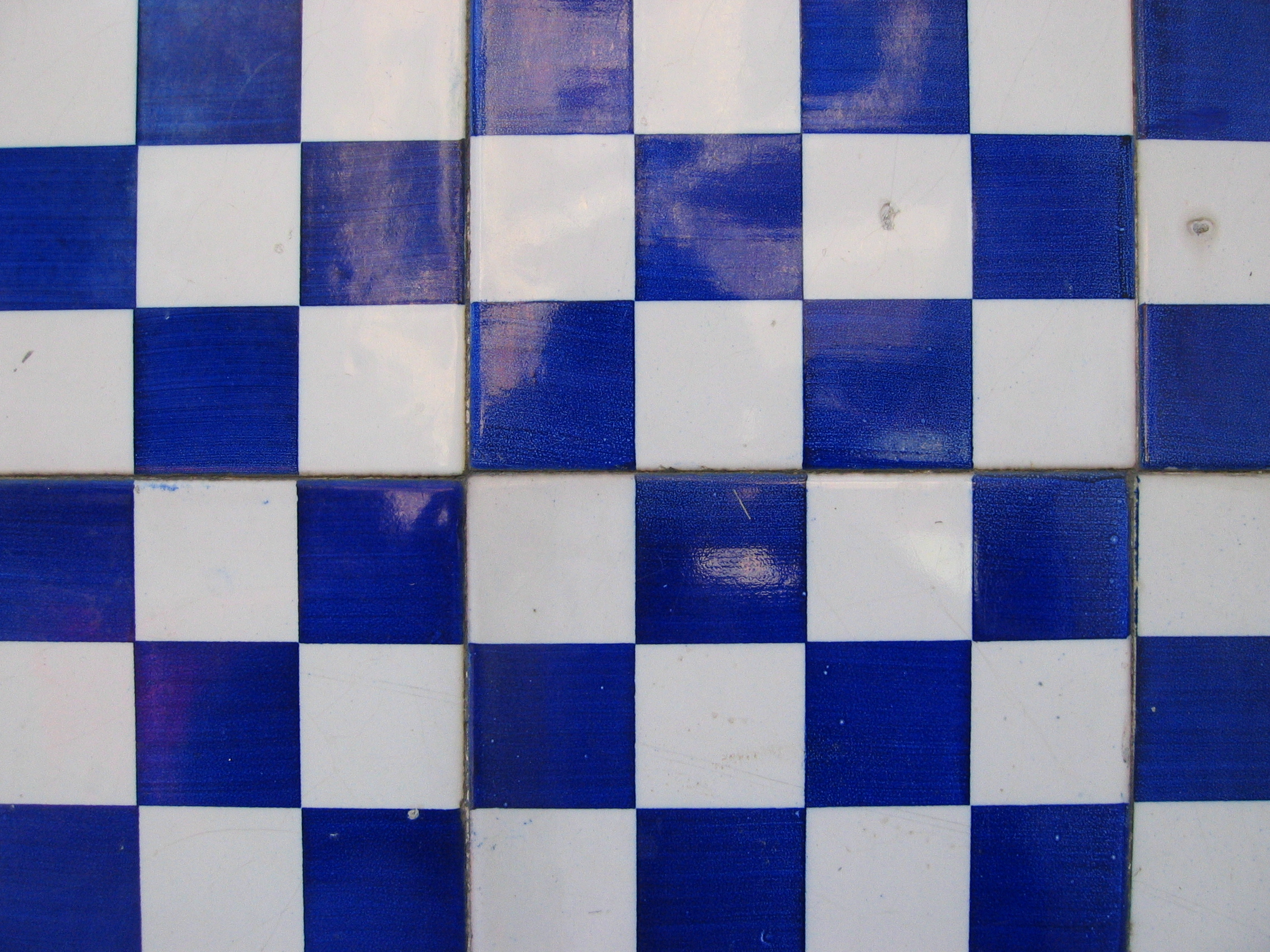
Farbige Wandfliesen

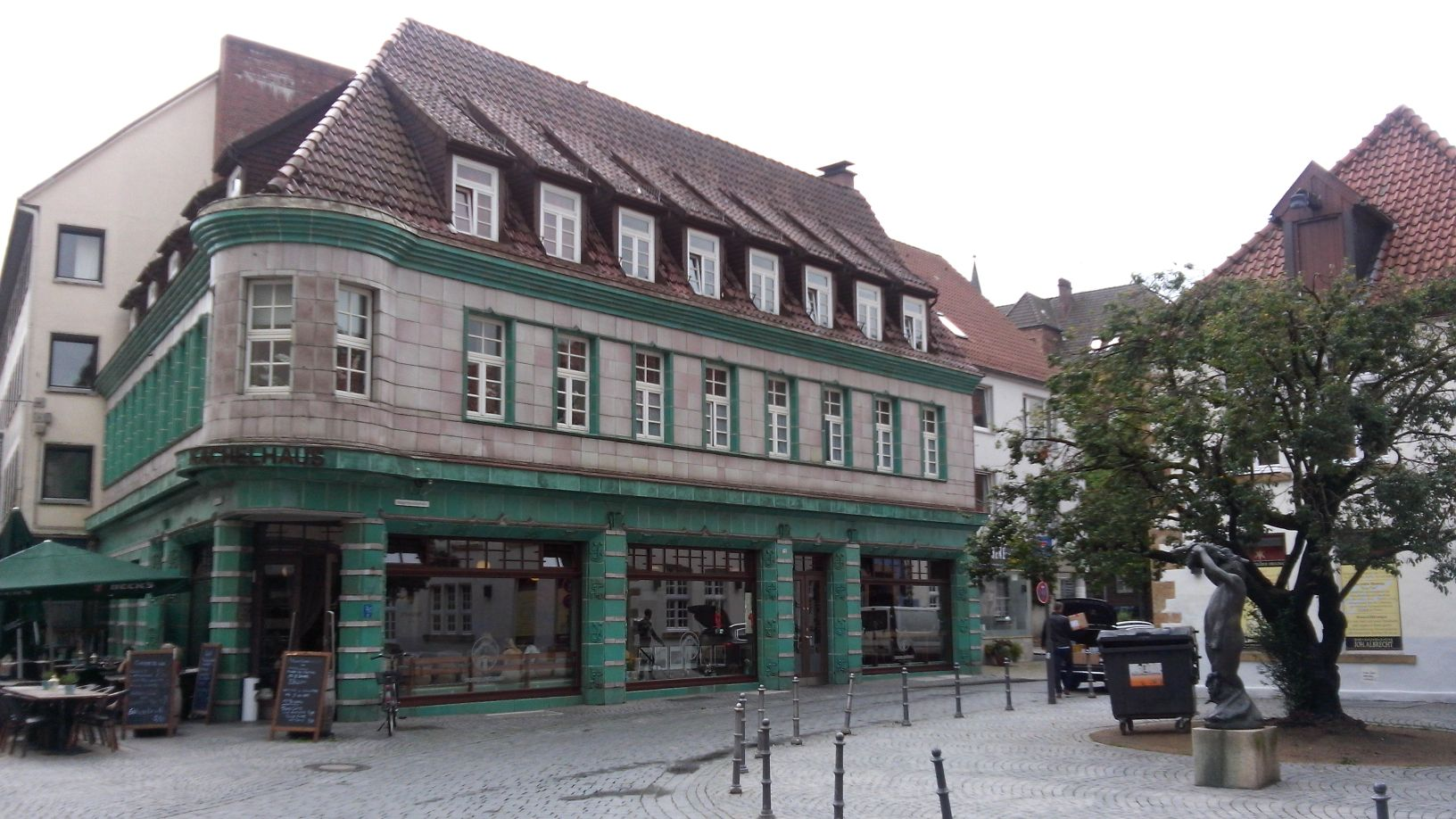
Fliesen als Außenverkleidung am Kachelhaus Bielefeld. In manchen Regionen des Rheinlands ist die Verkleidung der Fassade im Erdgeschoss mit Fliesen üblich.

Keramikfliesen sind keramische Platten, die als Wandverkleidung sowie als Beläge für den Boden, Arbeitsflächen, Fenstersimse und andere Flächen im Innen- wie Außenbereich verwendet werden. Der Begriff „Fliese“ wird auch für Naturstein, Glas, Teppich usw. genutzt, um Bauteile ähnlicher Form und Verwendung zu klassifizieren. In der Schweiz spricht man von „Plättli“, während in der Schriftsprache meistens „Platten“ oder „Plättchen“ verwendet wird. Die Bezeichnung Kachel ist eher im Süddeutschen und in Österreich verbreitet (siehe auch: Ofenkachel). Die kunstgeschichtliche Forschung und Beschreibung verwendet Fliese – aber auch in Nachfolge von gr. kakkabos und lat. cacculus, caccalus bzw. caccabus z. B. Delfter Kacheltisch.

## Etymologie

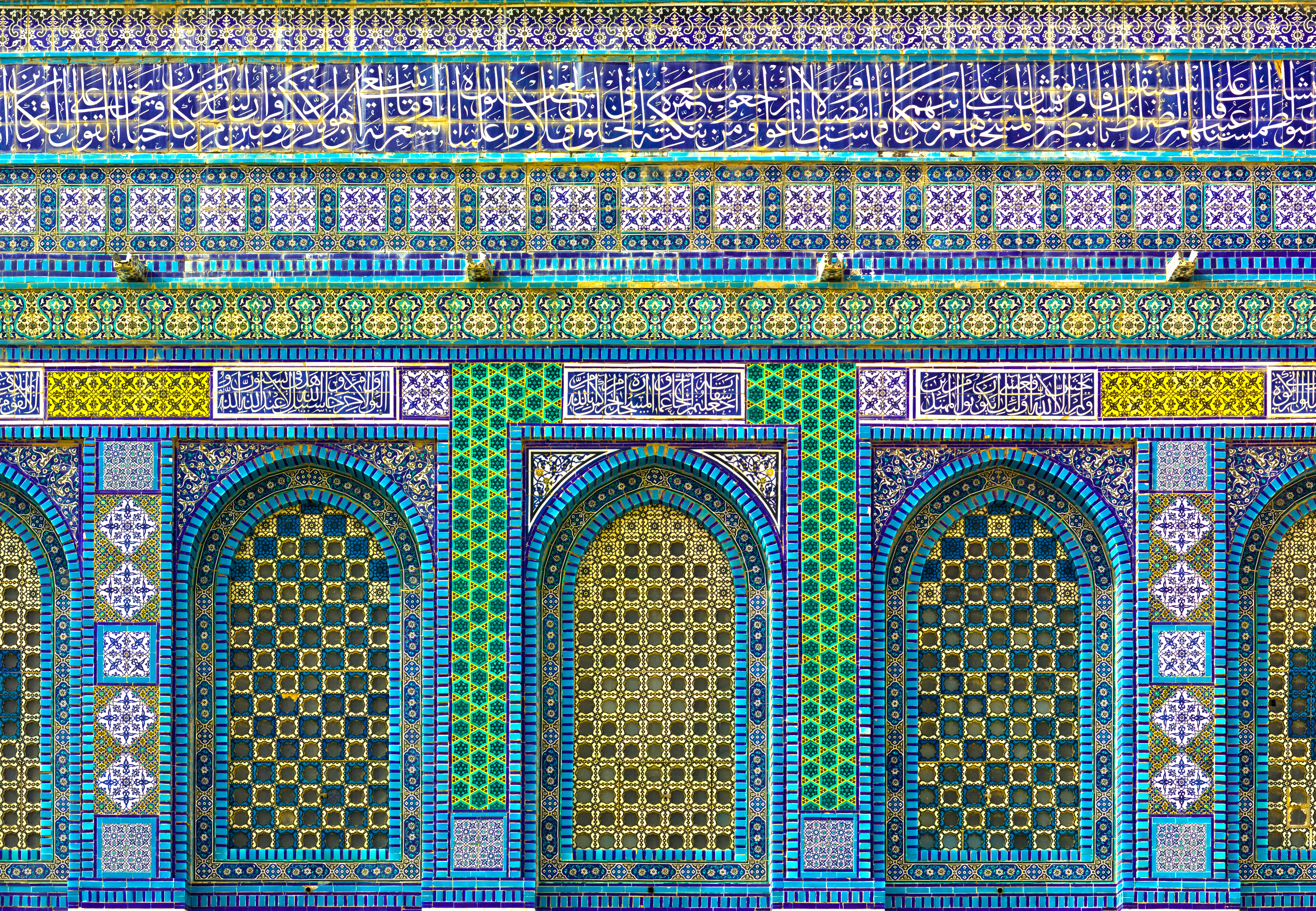
Fliesen als Außenschmuck am Felsendom, Jerusalem

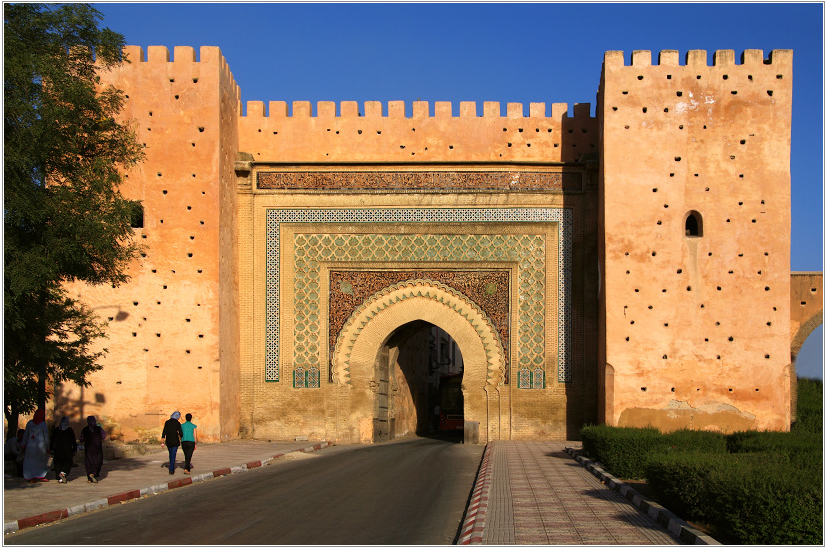
Kacheldekor am Bab El Khemis in Meknès, Marokko (um 1800)

Die Keramik stammt ab vom griechischen Wort keramos für „Ton“. Tonminerale entstehen aus den überwiegend feinstkörnigen Verwitterungsprodukten von Feldspaten, die mit unterschiedlichsten Beimengungen abgelagert wurden. Die Zusammensetzung des Tons, die Aufbereitung und der Brand bestimmen die Farbe des unglasierten Scherbens.
Das Wort Kachel stammt ab vom mittelhochdeutschen kachele („irdener Topf“). Quelle des Wortes ist der vulgärlateinische caccabus (‚Tiegel‘, ‚Pfanne‘) als Lehnwort aus dem altgriechischen kákkabos (‚dreibeiniger Kessel‘) mit der althochdeutschen Form chachala.
Das Wort Fliese (für „kleine dünne Steinplatte“) wurde Ende des 17. Jahrhunderts aus dem Niederdeutschen übernommen. Das mittelniederdeutsche Wort vlīse für „Steinplatte“ ist verwandt mit dem altisländischen Wort flis für den Splitter und hat seinen Ursprung in der indogermanischen Wurzel [s]p[h]el (‚platzen‘, ‚bersten‘, ‚splittern‘, ‚spalten‘) mit dem altgriechischen Wort sphalássein (‚spalten‘, ‚stechen‘) und dem altindischen Wort phálati (‚birst‘, ‚springt entzwei‘).

## Geschichte
Die ersten Gegenstände aus gebranntem Ton stellten Menschen vor ca. 30.000 Jahren her, während die ersten keramischen Gefäße vor ca. 11.000 Jahren im Nildelta entstanden sind. Die ersten europäischen Keramikindustrien waren im Römischen Reich zu finden: Rote, glasierte Gebrauchskeramik (Terra Sigillata) war im gesamten Römischen Reich verbreitet. Die typischen roten Dachziegel sind ebenfalls bereits in großen Mengen hergestellt worden. Bodenziegel kamen auch im unteren Mittelstand zur Anwendung. Die römischen Fußbodenheizungen basierten auf keramischen und somit hitzebeständigen Werkstoffen. Die rote Farbe entstand durch die kontrollierte Belüftung des Brennofens. Schwarze Keramik wurde unter Luftabschluss gebrannt und war relativ teuer, da es sehr aufwendig war, den Brennofen abzudichten.
Keramikfliesen als Wandbelag wurden im Altertum in Ägypten, Mesopotamien und Persien angewendet und später von der islamisch-arabischen Architektur übernommen. Mit den Mauren kamen farbig glasierte Mosaikfliesen nach Spanien und Portugal, wo sie als Azulejos bezeichnet werden.
Für das Jahr 1000 sind die ersten nichtrömischen keramischen Bodenbeläge in Deutschland nachgewiesen. Die Handelswege der Niederländer, Spanier und Italiener verbreiteten die Keramiken in ganz Europa. Allerdings war die Herstellung sehr aufwendig und teuer, da das technische Wissen der Römer zur industriellen Herstellung verloren gegangen war.
In West- und Mitteleuropa wurden Fliesen im Mittelalter vor allem als Fußbodenbelag und zur Kaminumrandung genutzt. Diese Tonplatten, auch Tonkacheln genannt, trugen häufig Reliefverzierungen oder es wurde andersfarbiger Ton eingelegt, so dass ein zweifarbiges Muster entstand.
Für das 15. und 16. Jahrhundert finden vor allem Fayencefliesen aus Italien, Spanien und Frankreich Erwähnung. Von dort gelangten die Fayencen nach Antwerpen, das sich zwischen 1520 und 1570 zu einem Zentrum der Fliesenherstellung entwickelte. Nach dem Frieden von Antwerpen 1609 begann in den Niederlanden die Fliesenherstellung. Obwohl die Produkte meist Delfter Fliesen genannt werden, verlor Delft als Fliesenproduzent ab 1650 an Bedeutung und wurde von Fabriken in Rotterdam, Utrecht, Haarlem und Makkum abgelöst. Die blau-weißen holländischen Fliesentableaus und Einzelfliesen erlangten eine solche Bedeutung, dass sie sogar wieder nach Portugal exportiert wurden oder dort die Herstellung von „Azulejos in der holländischen Mode“ anregten. Auch Norddeutschland und Dänemark importierten Delfter Fliesen, mit denen häufig ganze Stuben (Pesel) ausgeschmückt wurden. Entsprechend weit reichte das Bildprogramm von Bibelfliesen bis hin zu Seefahrt und Jagd.
Mit der industriellen Revolution im 19. Jahrhundert stieg die Verbreitung der keramischen Bodenbeläge stark an. Anfangs noch als Zubrot der Ziegeleien hergestellt, entstand eine eigenständige Industrie. Seit dem späten 20. Jahrhundert werden Fliesen fast ausschließlich in hochautomatisierten Fabriken hergestellt. Es gibt aber immer noch kleine handwerkliche Betriebe, die individuelle Keramiken in kleinsten Serien produzieren.

## Architektonische und ästhetische Perspektive

### Architekturgeschichte der Keramikfliese
Architekten setzen Keramikfliesen aus praktischen ebenso wie aus gestalterischen und ästhetischen Gründen sowohl im Innen- als auch im Außenbereich ein.
Die Designer der 1904 eröffneten U-Bahn in New York City, die Architekten George C. Heins und Christopher Grant la Farge, haben charakteristische rechteckige weiße Fliesen mit leicht abgerundeten Kanten und glänzender Oberfläche überall an den Wänden der Stationen und der Verbindungskorridore verwendet, um dort trotz der unterirdischen Lage eine Anmutung von Helligkeit, von Eleganz und von Sauberkeit zu erzeugen. Das Design der „Subway Tiles“ wurde in den USA stilbildend und ist, etwa in Küchen, bis heute populär.
Ein etwas jüngeres Beispiel ist das Dach des von Jørn Utzon designten Sydney Opera House, das mit über einer Million unterschiedlich geformter glasierter Keramikfliesen aus schwedischer Produktion gedeckt ist.

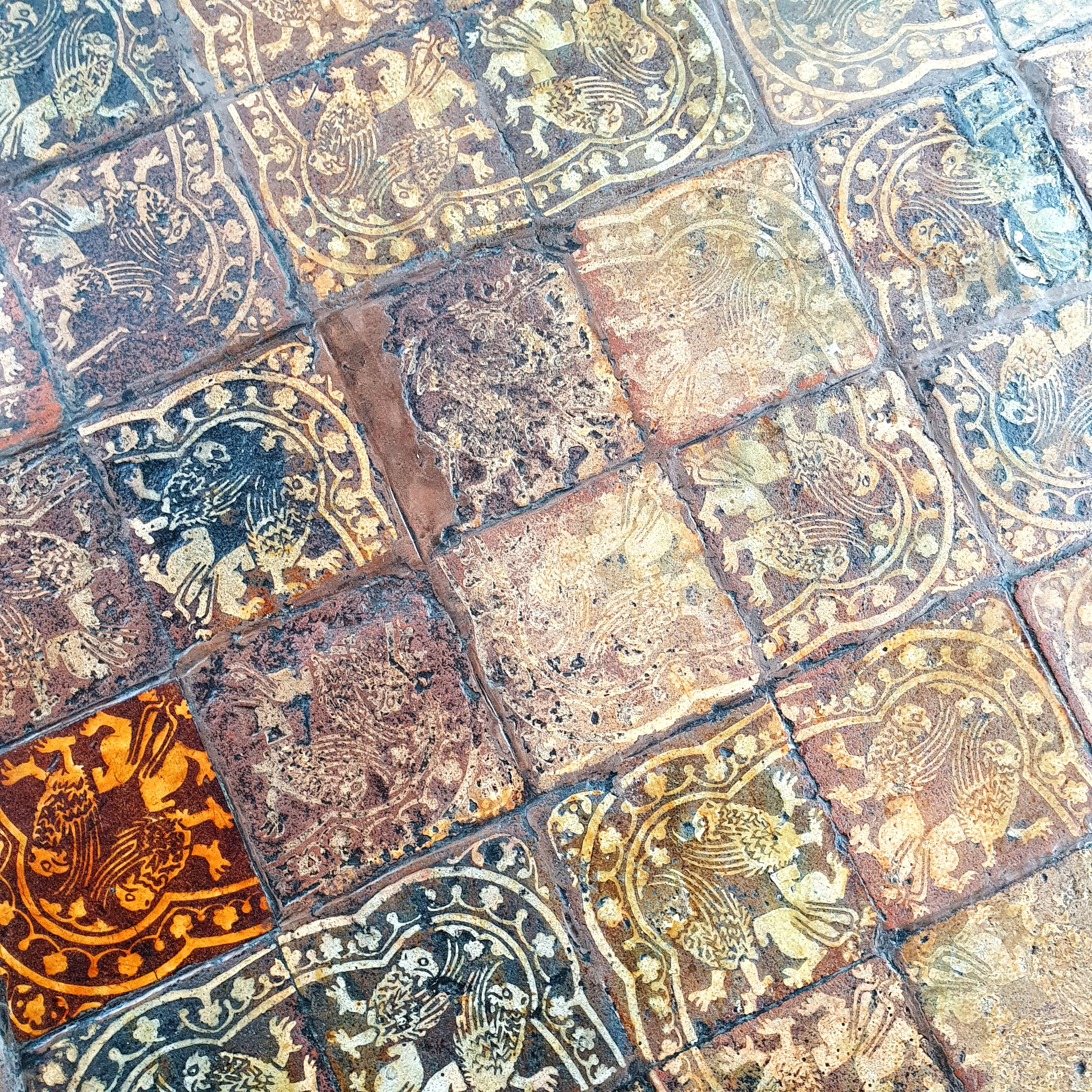
In Westminster Abbey (erbaut im 13. Jahrhundert)
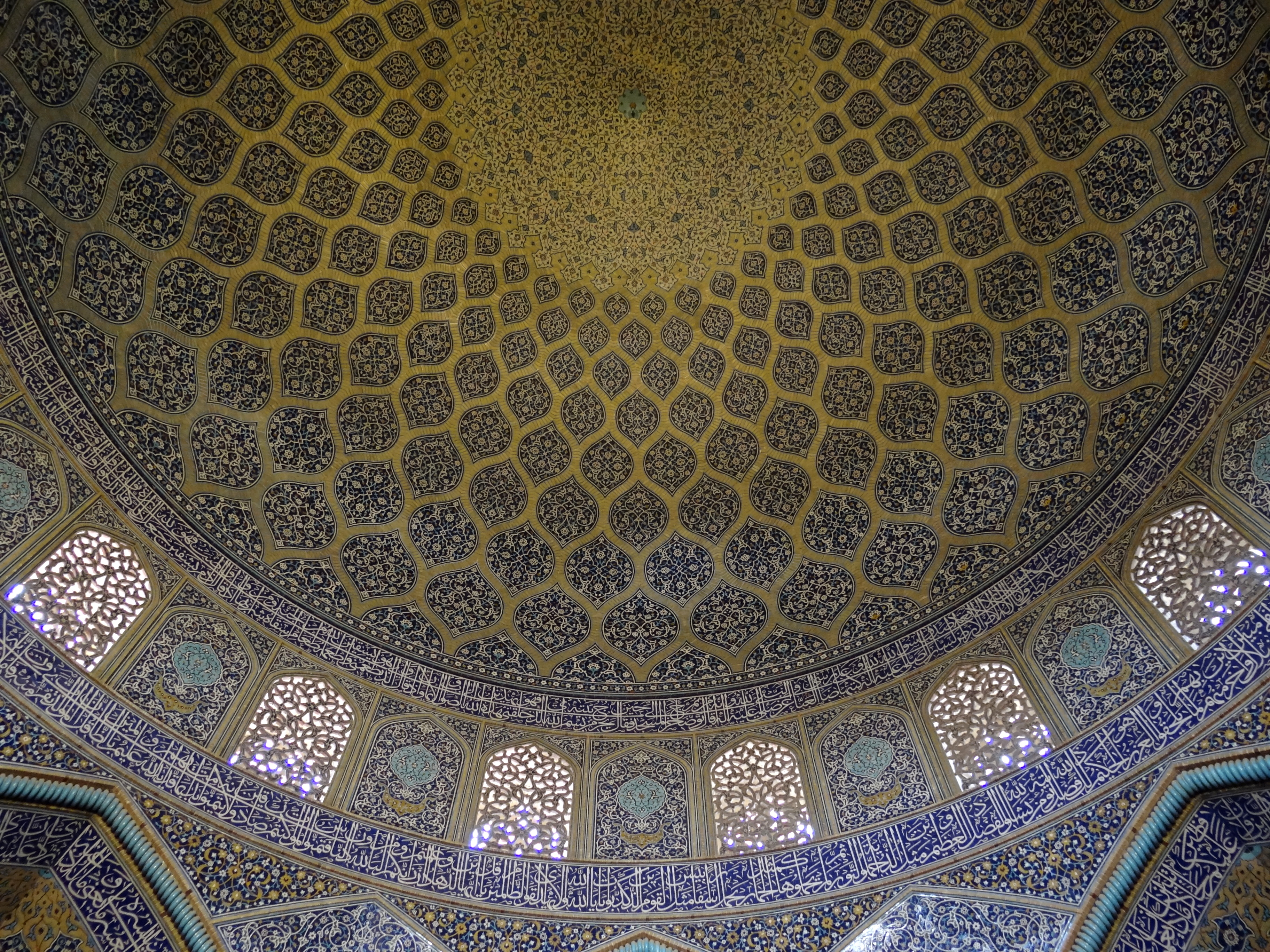
Kuppel der Scheich-Lotfallah-Moschee (1603–1616)
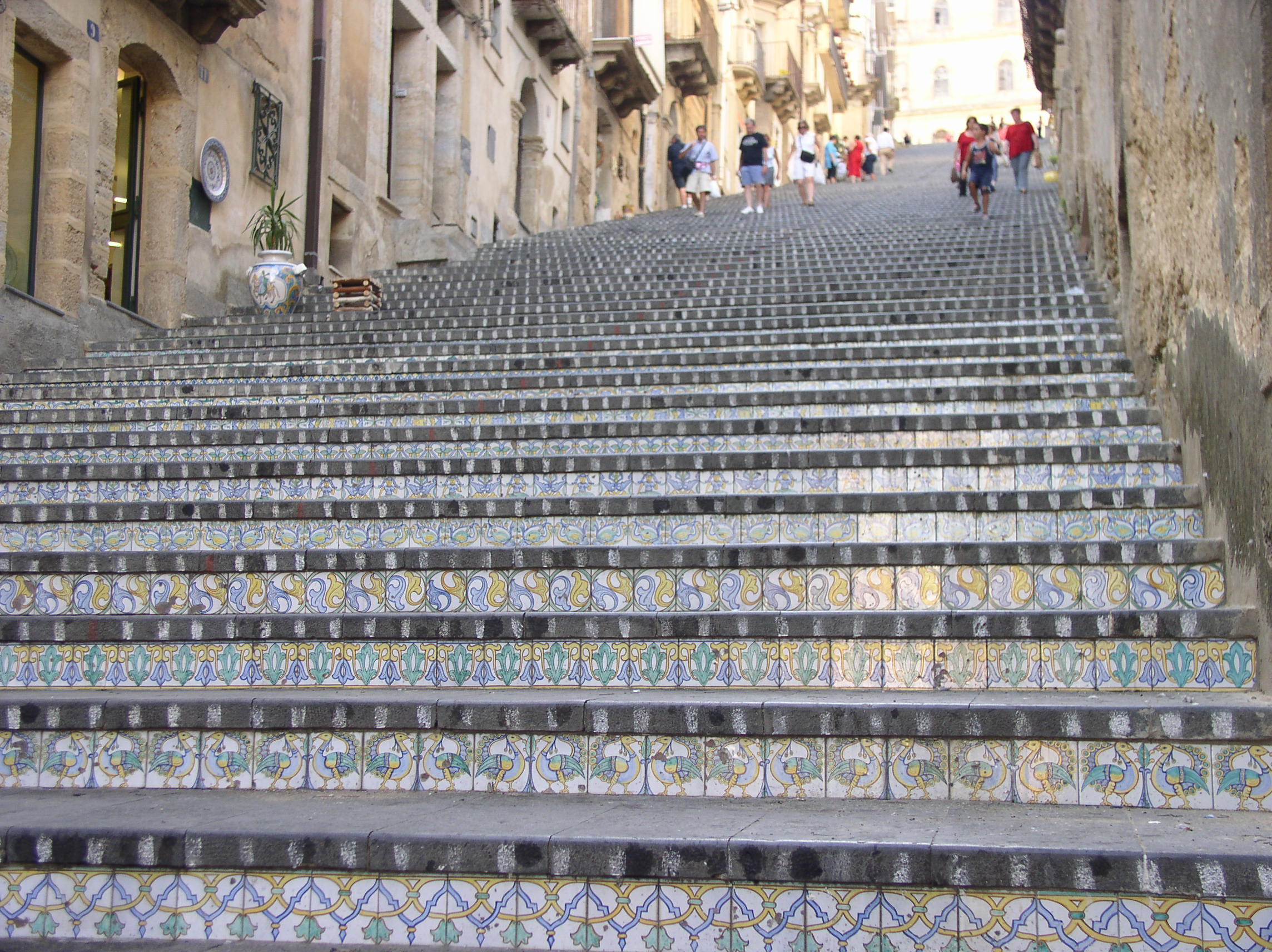
Scalinata di Santa Maria del Monte, Caltagirone (1606)
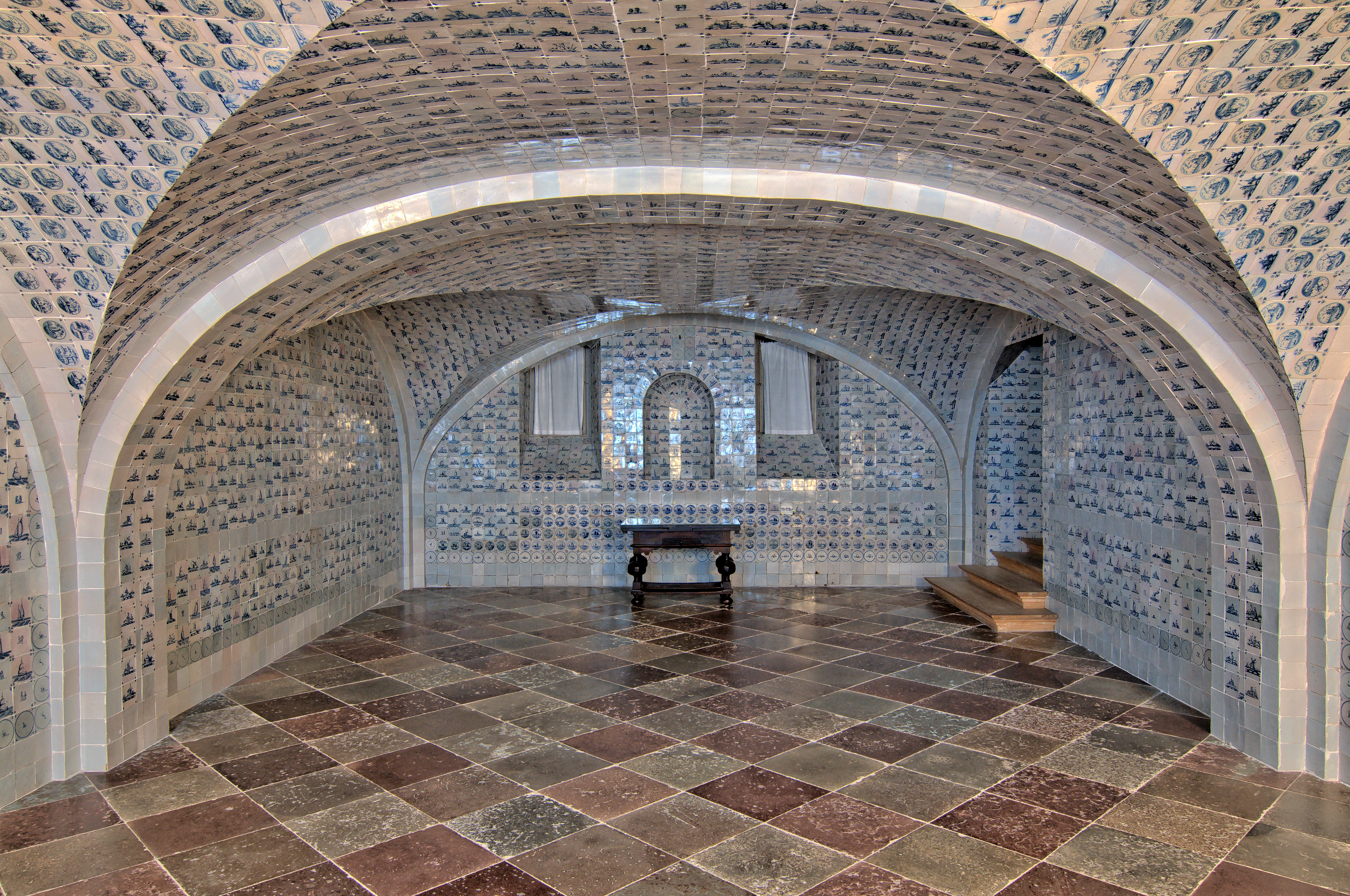
Fliesensaal Schloss Caputh, bei Potsdam (1720)
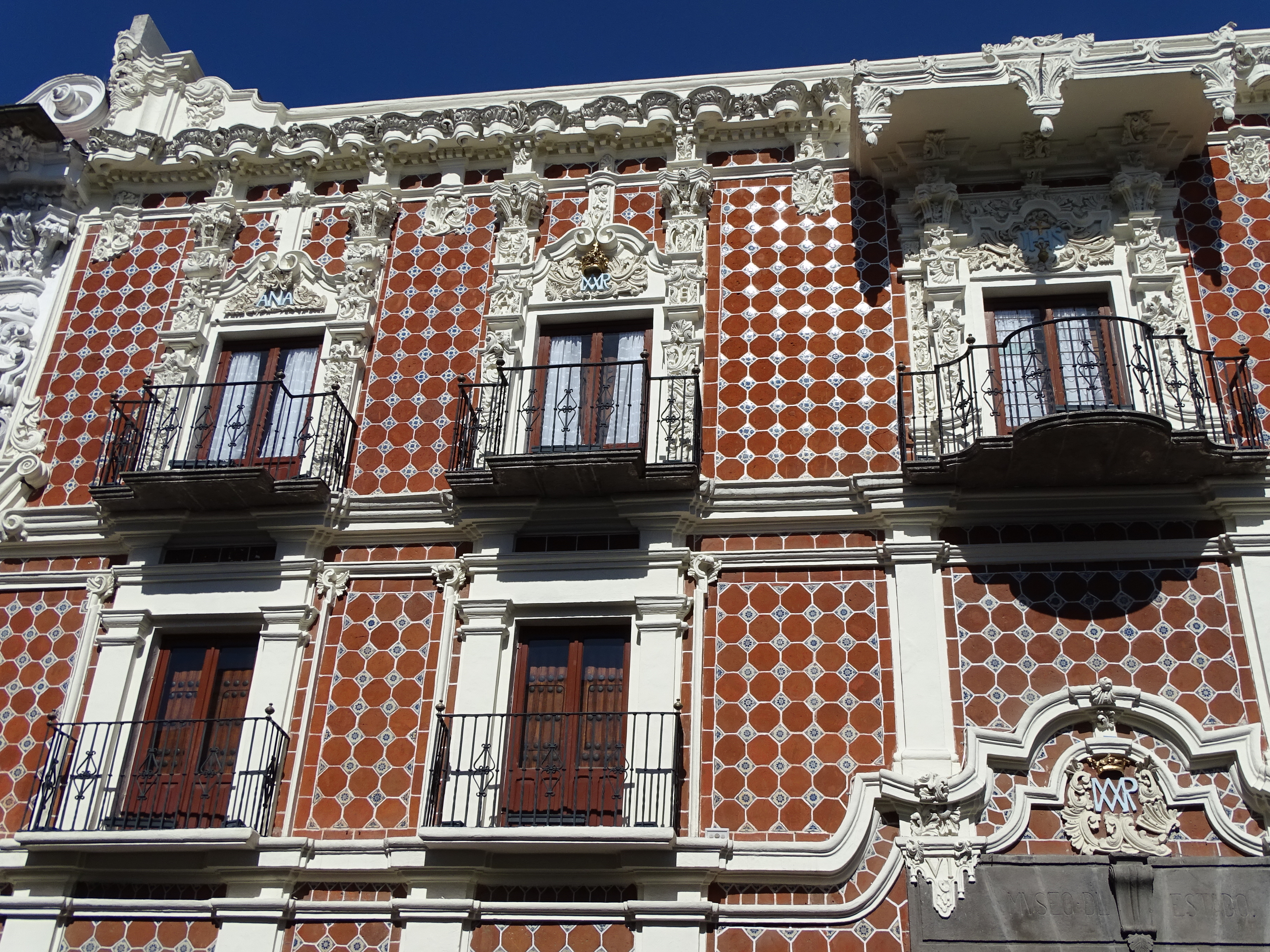
Casa de Alfeñique, Puebla (spätes 18. Jahrhundert)
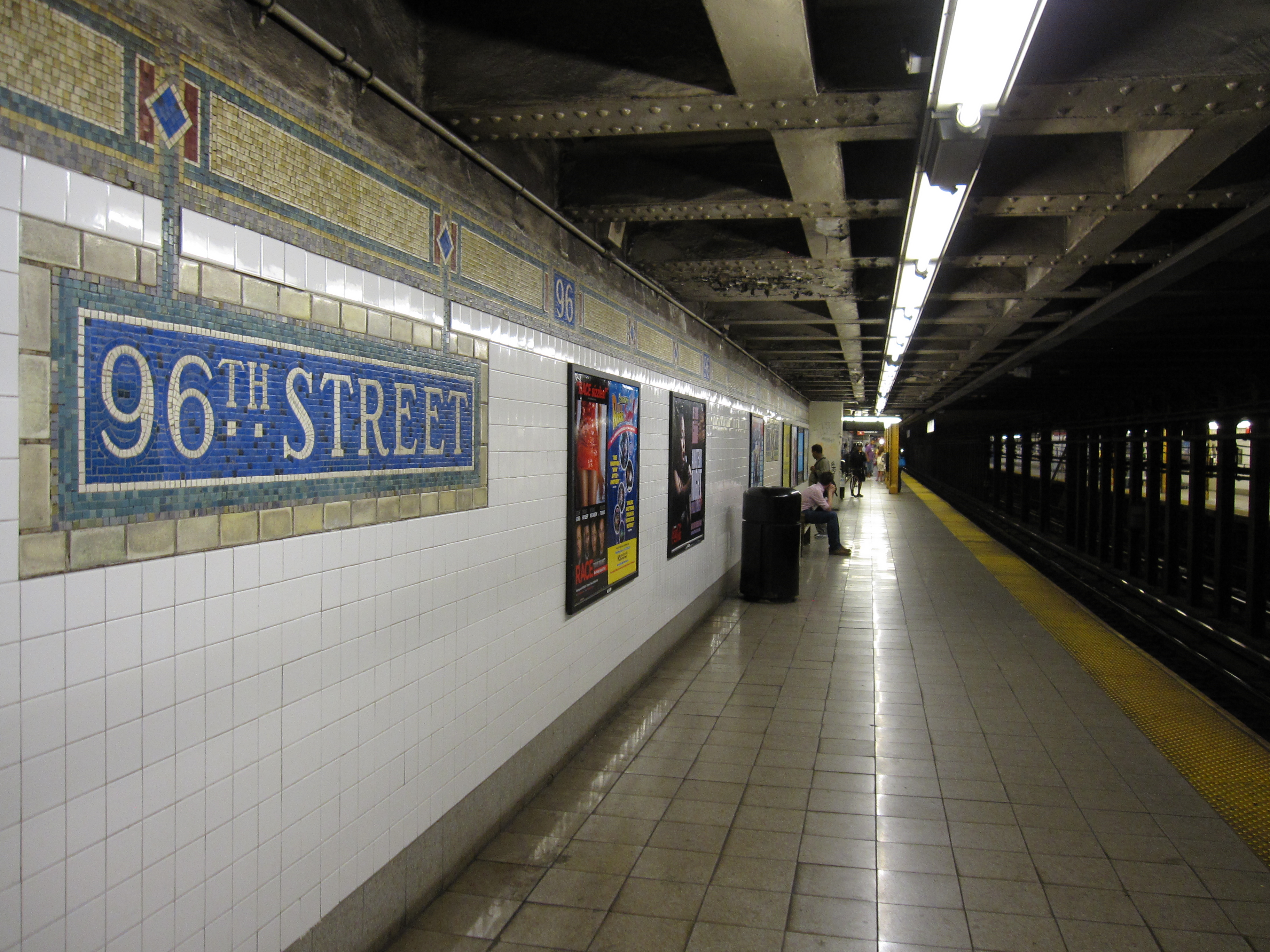
Fliesenwerk in einer Station der New York City Subway (1904)
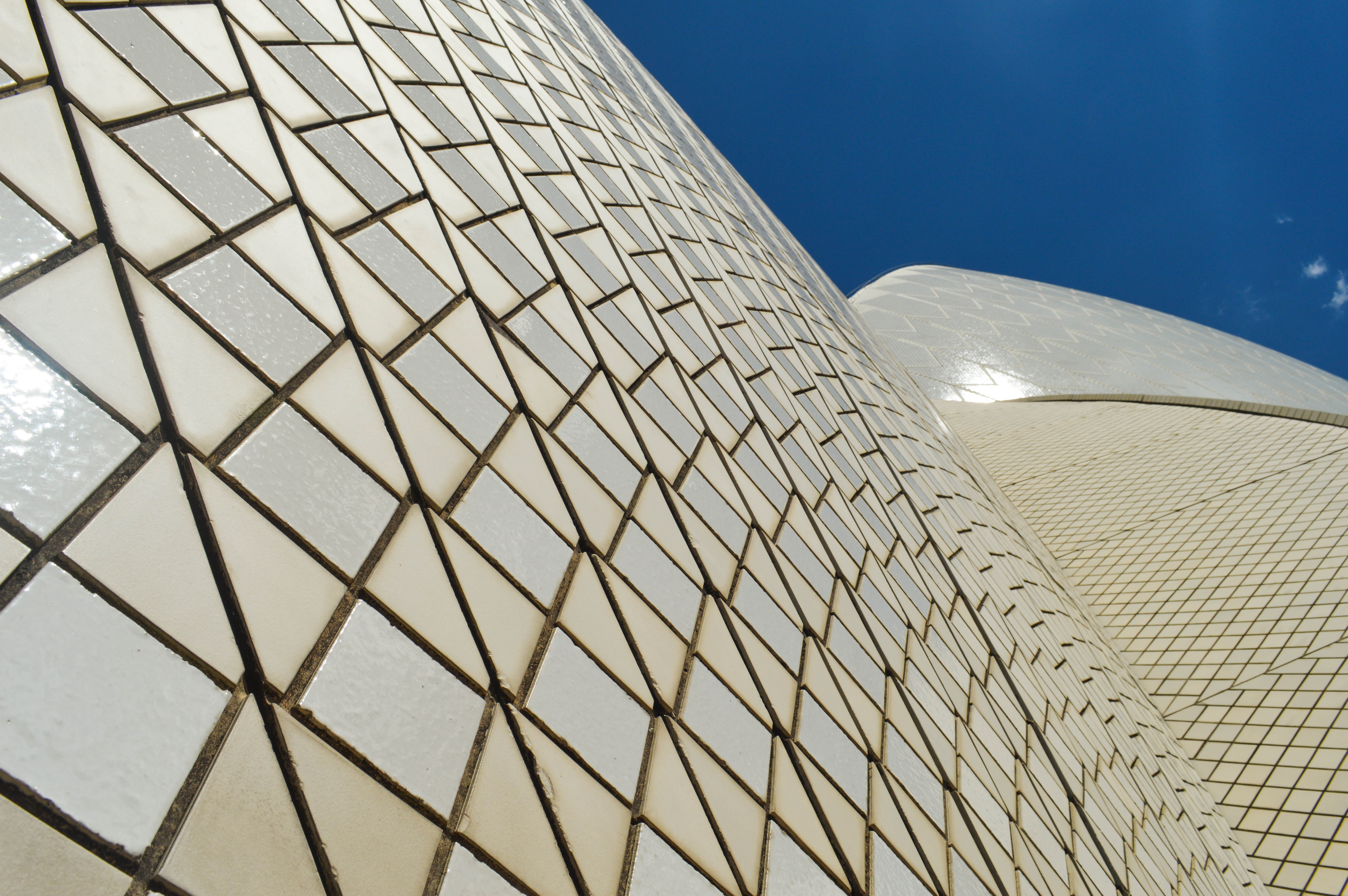
Dach des Sydney Opera House (1959–1973)

### Ästhetik
Das Erscheinungsbild eines Fliesenwerks hängt – außer vom Design der Fliesen selbst – unter anderem von der Fugenbreite, der Farbe des Fugenmörtels und vom Verlegemuster ab. Für die Geometrie, die den konventionell gebräuchlichen und den grundlegend möglichen Verlegemustern zugrunde liegt, siehe Parkettierung. Ein und dasselbe Verlegemuster kann ganz unterschiedlich aussehen, je nachdem ob eine einzige Fliesenfarbe verwendet wird oder ob mehrere Farben kombiniert werden. Nicht alle theoretisch möglichen Muster werden in Fliesenwerken tatsächlich auch verwendet; vielmehr gelten einige als ansprechend, während andere aus ästhetischen Gründen gemieden werden. Auch eignet sich rein visuell nicht jedes Verlegemuster für jede Fliese. Ein weiterer Faktor, von dem das Erscheinungsbild eines Fliesenwerks abhängt, ist der Kontext; so können beispielsweise innerhalb eines Raums für Fußboden und Wände unterschiedliche Fliesen verwendet werden, die visuell aber aufeinander verweisen, etwa durch übereinstimmende Farben (der Fliesen selbst und/oder des Fugenmörtels), Formen oder Verlegemuster.

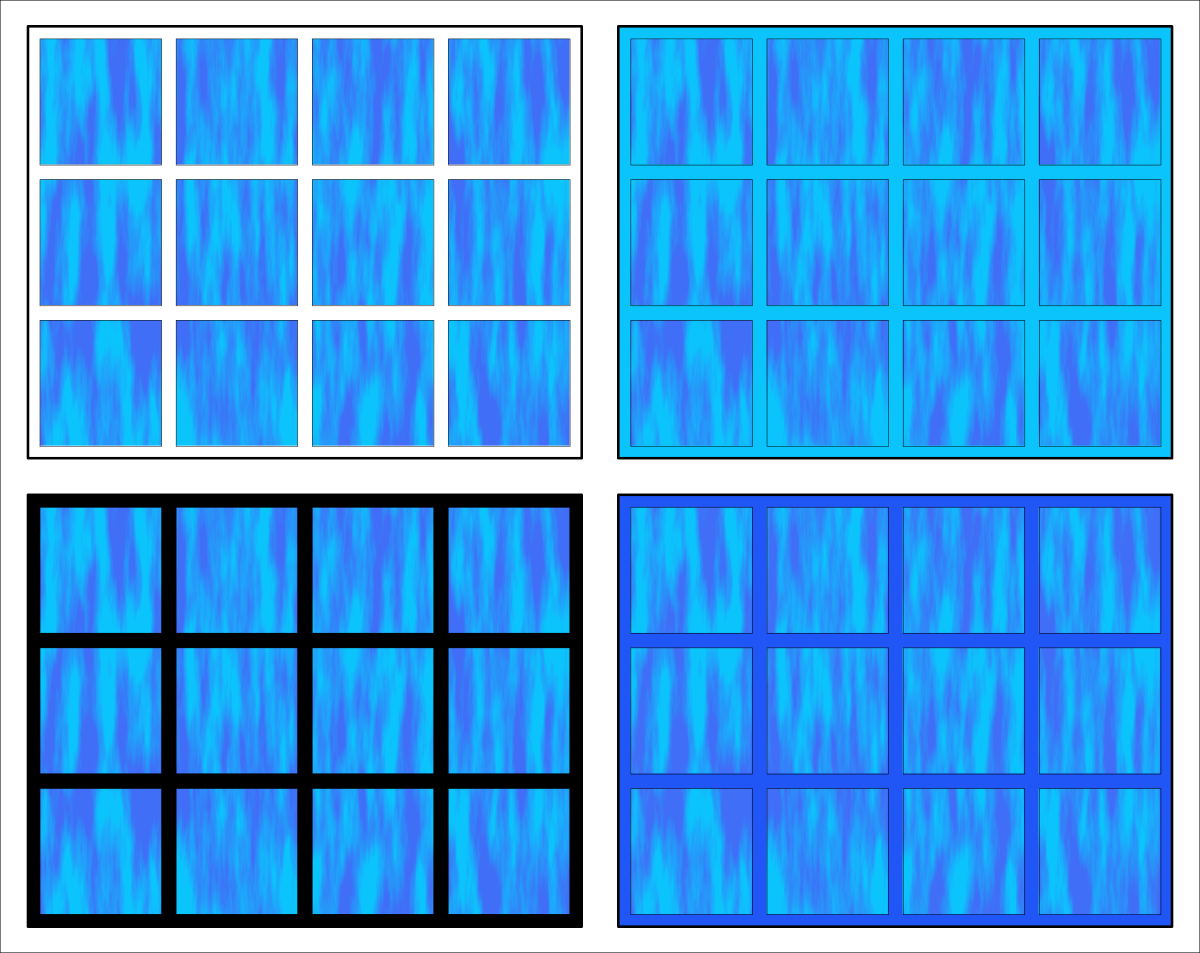
Wirkung unterschiedlicher Fugenmörtelfarben
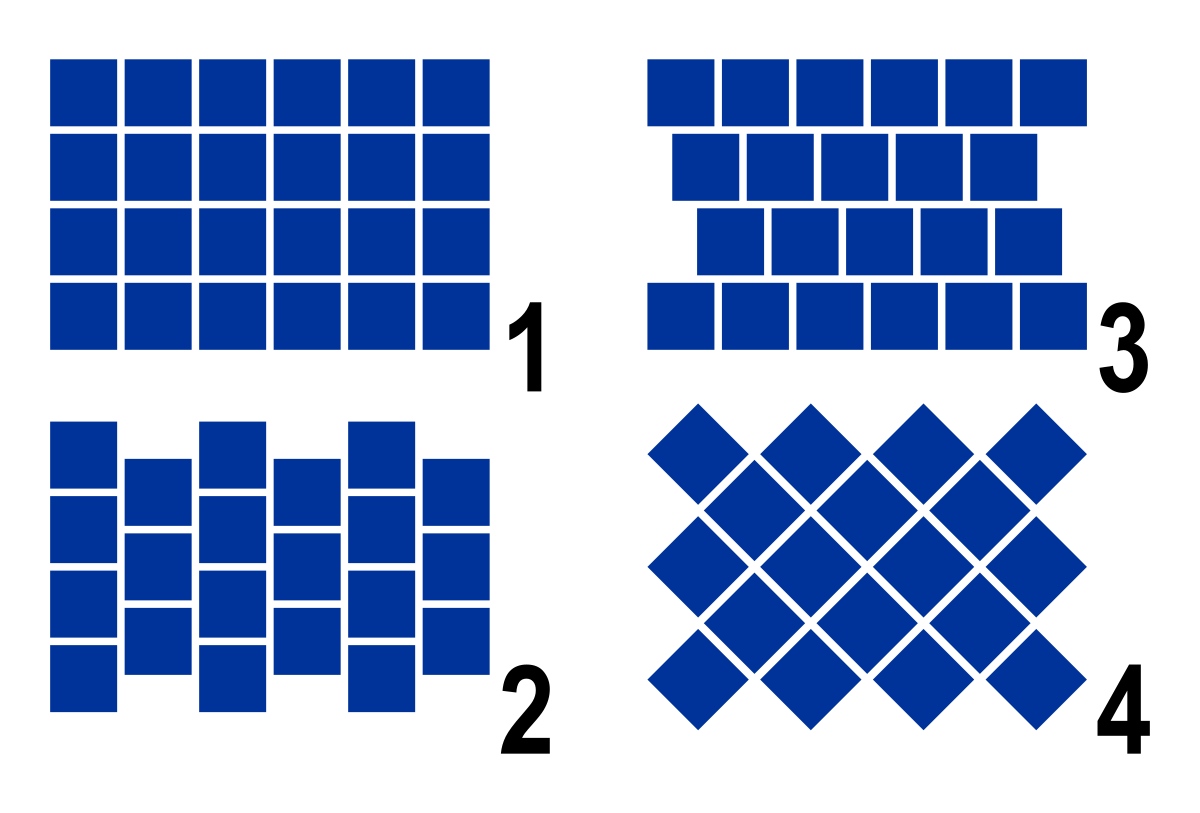
Verlegemuster (Auswahl) für gleich große quadratische Fliesen,…
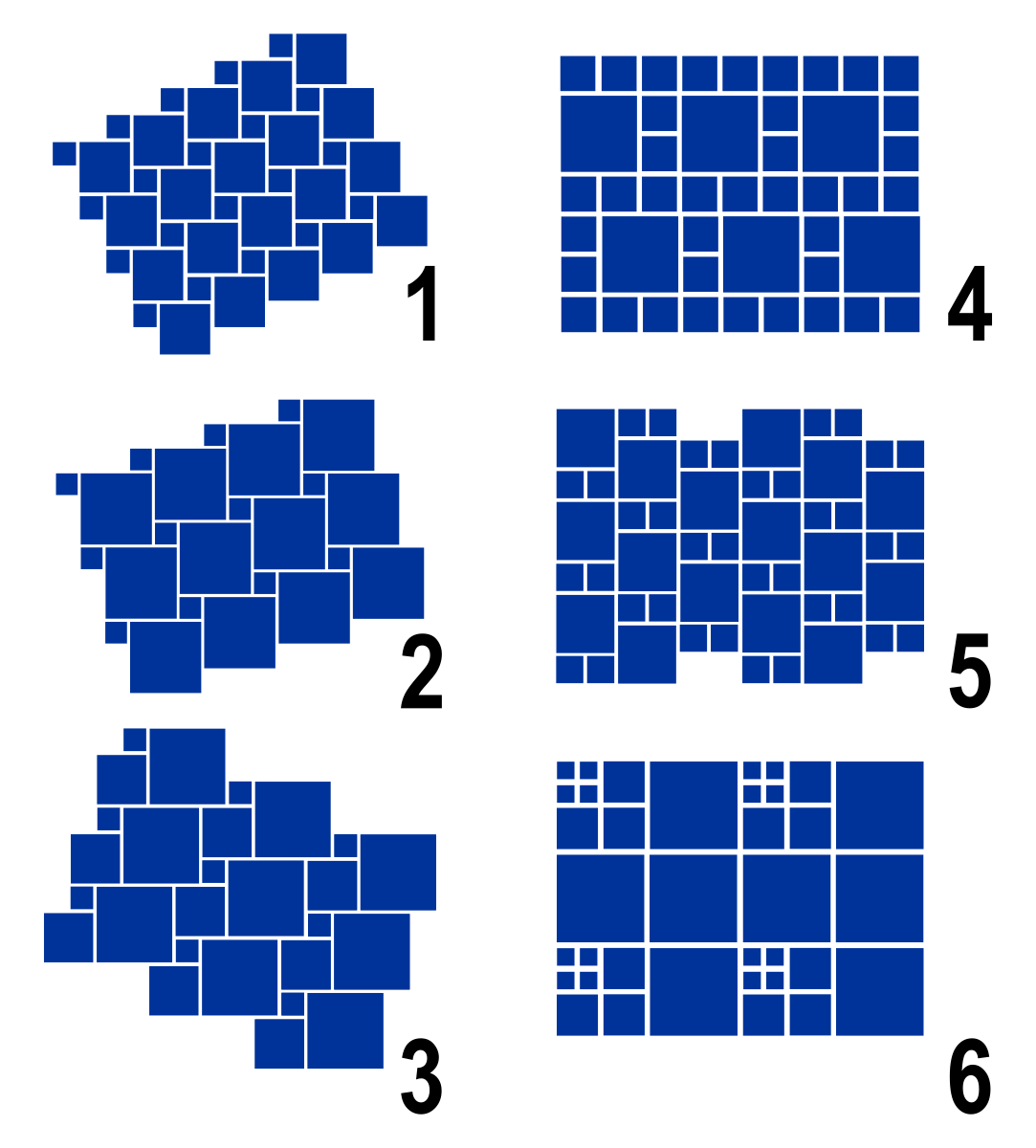
…für verschieden große quadratische Fliesen,…
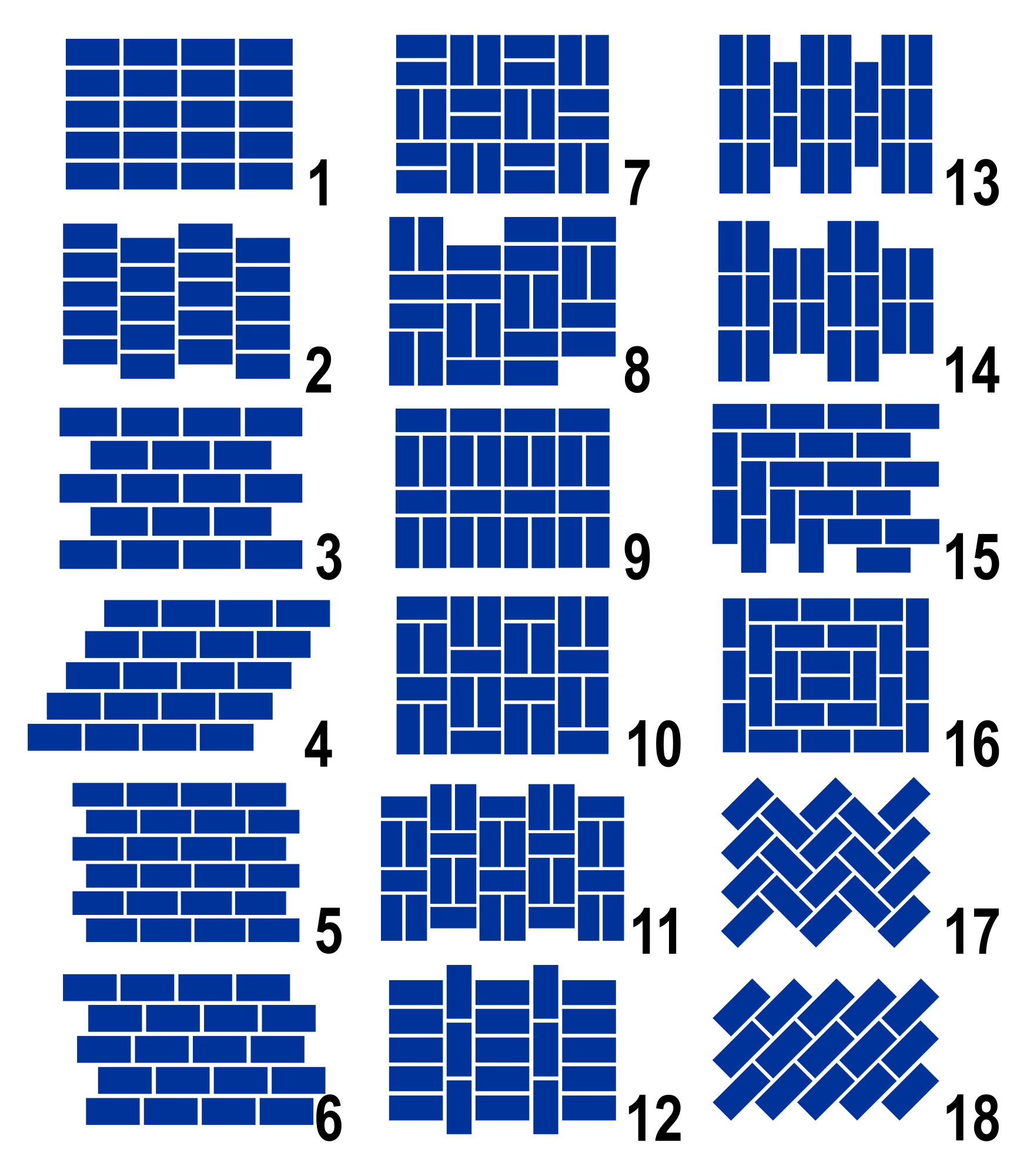
…für gleich große rechteckige Fliesen…
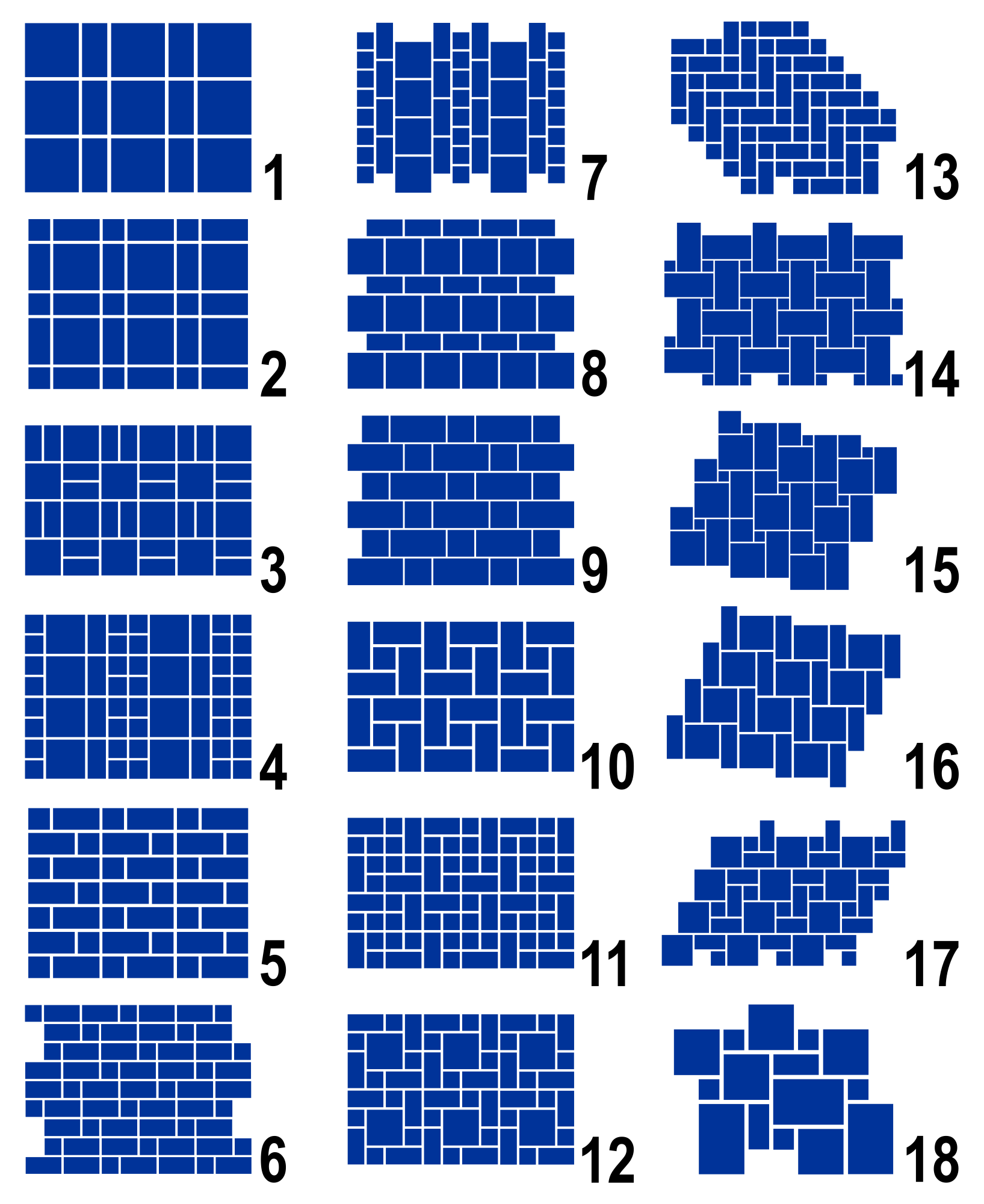
…und für quadratische und rechteckige Fliesen
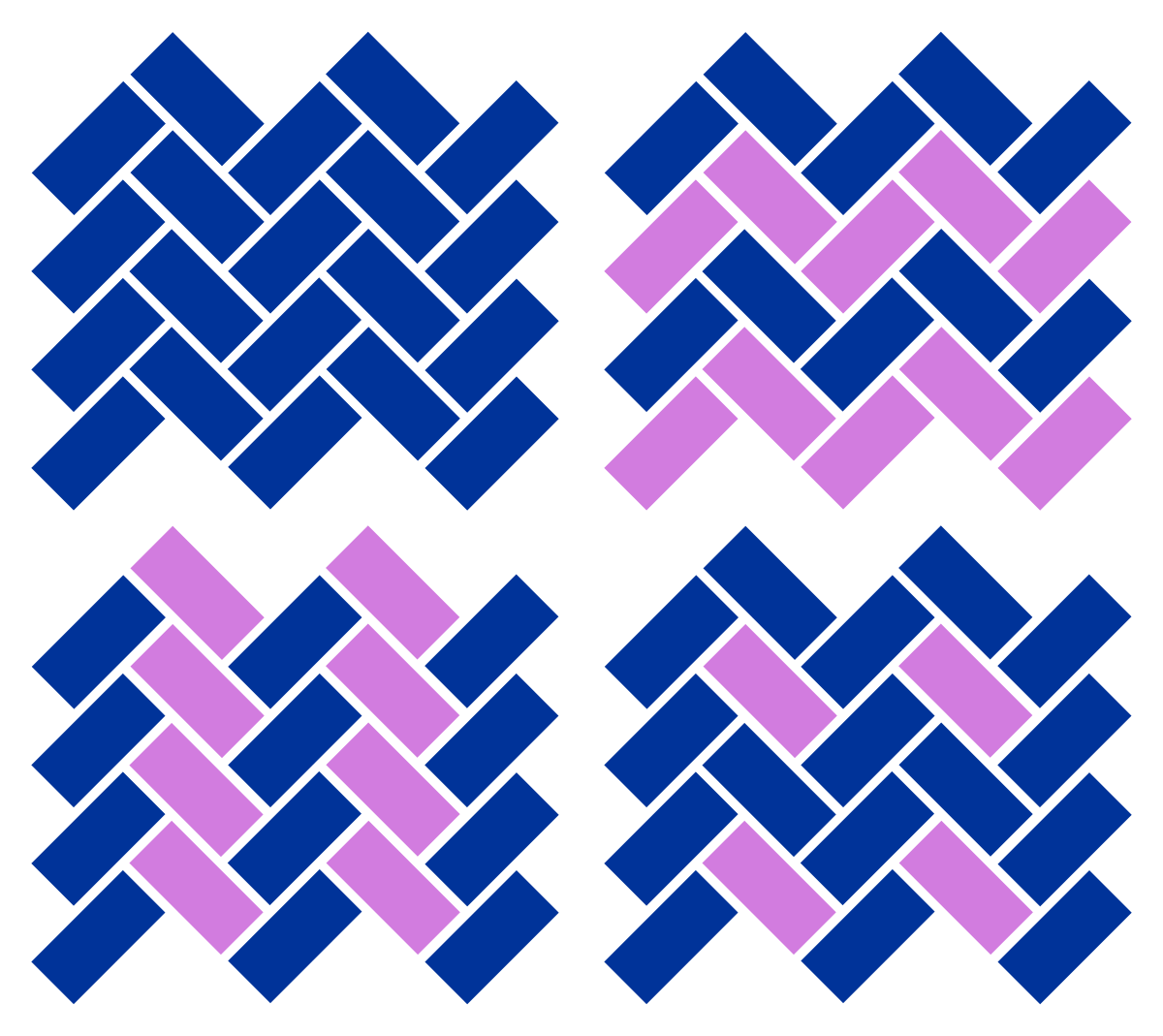
Zusätzliche Varianz kann durch Kombination mehrerer Farben erzeugt werden.
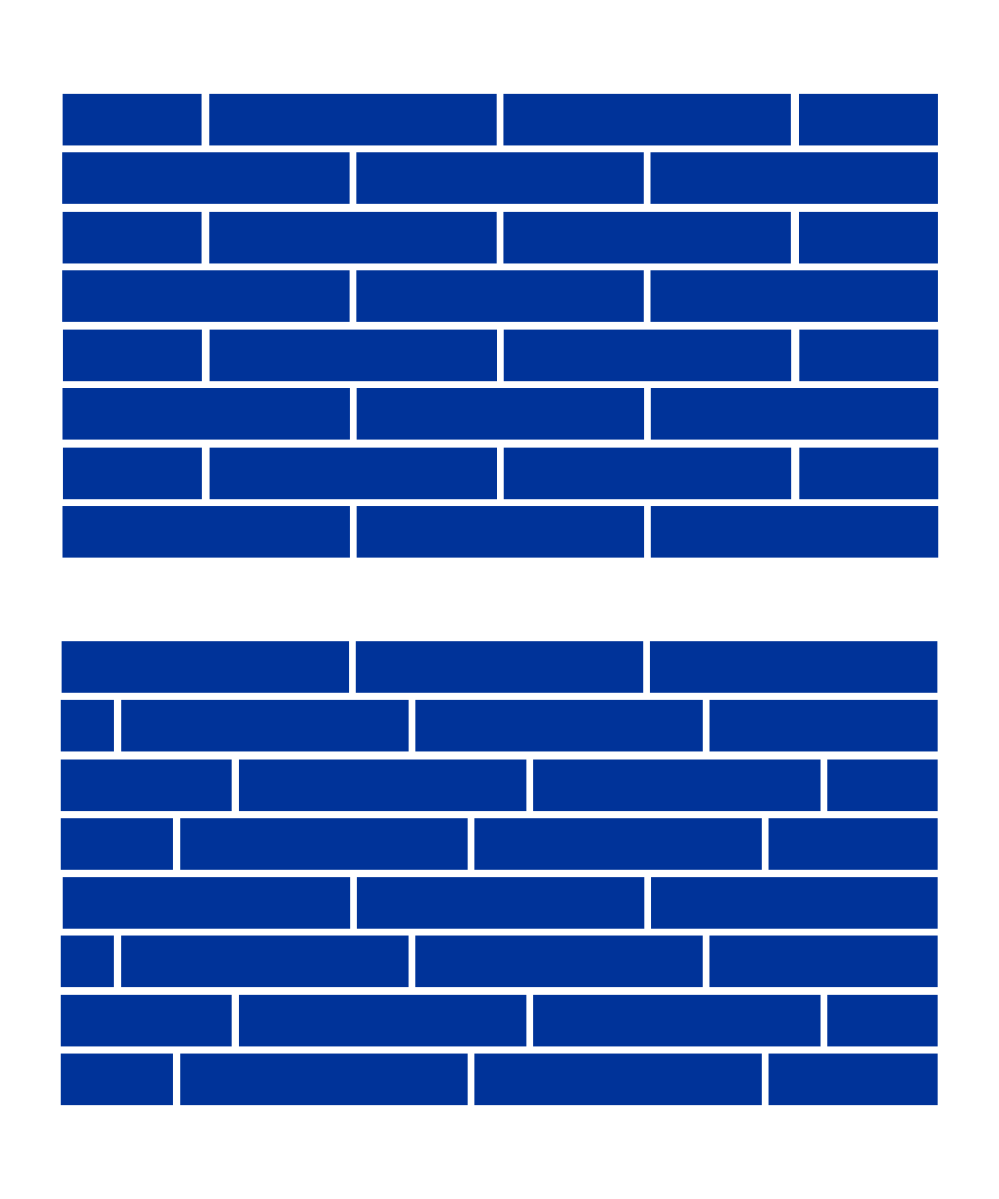
Viele Designer würden das obere Muster heute als unattraktiv verwerfen und das untere bevorzugen.

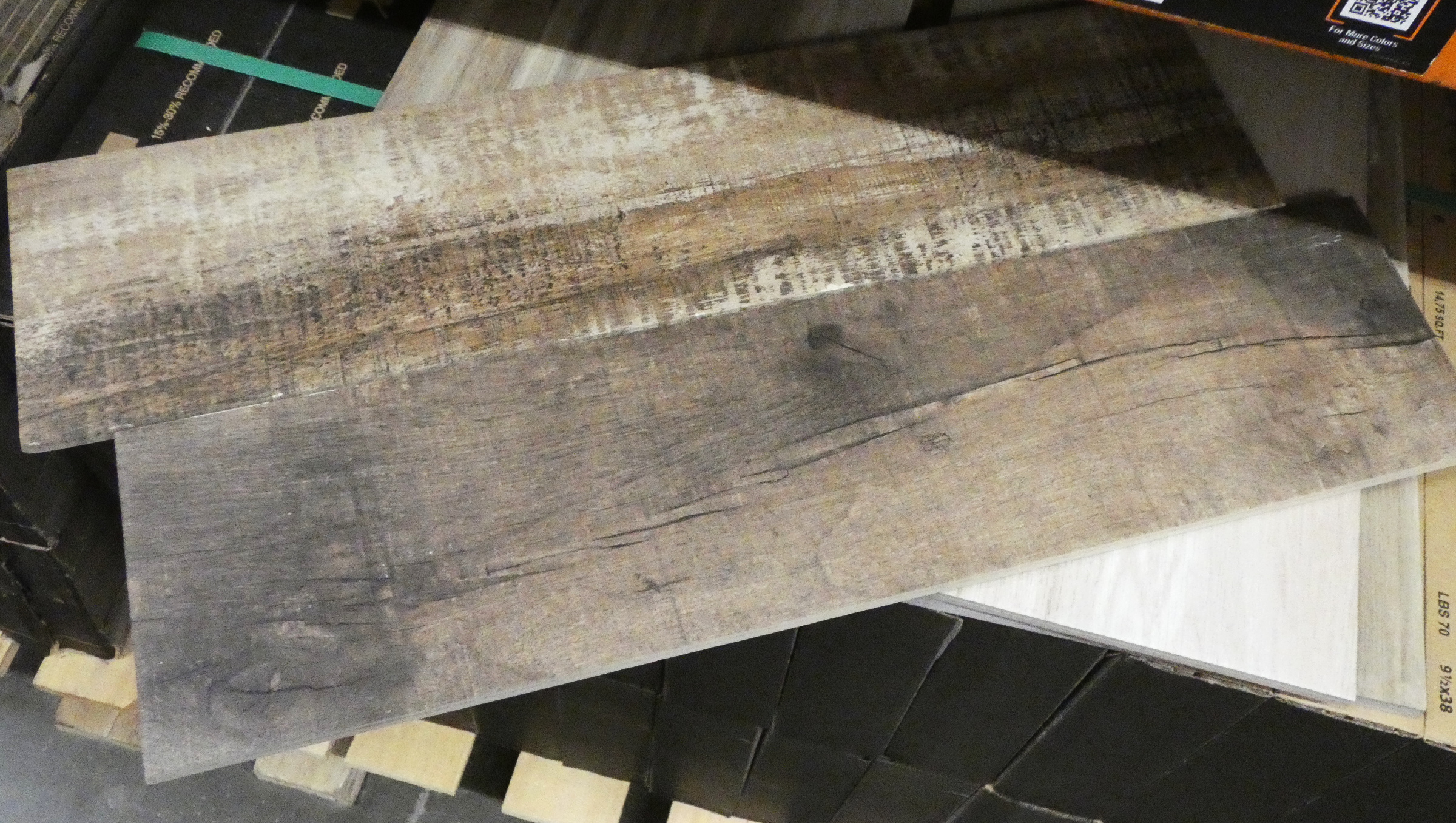
Eine moderne Keramikfliese, die wie Holz aussieht

Produkte, Verlegemuster und die Entscheidung, auf welchen Flächen Fliesen verwendet werden, sind Trends und Moden unterworfen. Im Trend liegen derzeit (2022) unter anderem Fliesen, die das Aussehen von Materialien wie Holz, Stein oder verwittertem Beton imitieren. Ein wichtiges Forum für die Branche, auf der solche Trends gesetzt werden, ist The International Surface Event, eine Fachmesse, die alljährlich in den USA veranstaltet wird.

## Herstellung

### Rohstoffaufbereitung
Seit den Anfängen der Keramikherstellung haben sich die verwendeten Rohstoffe nur wenig geändert. Hauptinhaltsstoff ist Ton. Je nach Anforderungen werden Gemische aus verschiedenen Tongruben verwendet und Zuschlagstoffe wie Quarzsand, Kaolin, Feldspat, Kalzit, Dolomite, Flussspat oder Schamotte beigemischt. Die Rohmasse darf sich bis zur Formgebung nicht entmischen und das Schrumpfverhalten beim Brand darf nicht zur Rissbildung oder zum Verzug der Platten führen. Entscheidend ist dabei nicht nur die Korngröße, sondern auch die Kornform. Je runder die Körner, desto geringer die Schwindung, aber auch die Festigkeit des Endprodukts.

### Formgebung
In der Regel werden nur noch Cotto-Platten und Fliesen von Hand geformt, die historischen Vorbildern nachgebildet sind. Ansonsten werden das Strangpressverfahren und die Pulverpressung (auch Trockenpressung genannt) angewendet. Beim Strangpressen wird die plastische Keramikmasse durch Extrusion zu einem endlosen Band geformt und anschließend in Fliesengröße zerteilt. Im Trockenpressverfahren wird speziell aufbereitetes Keramikpulver mit hohem Druck in Formen gepresst und danach gebrannt. Hourdis- und Spaltplatten erhalten wie Hochlochziegel durch das Formwerkzeug beim Pressen durchgängige innere Hohlräume.
Die Rückseite der Fliesen wird geriffelt bzw. strukturiert, um einen besseren Verbund mit dem Fliesenmörtel zu erreichen. Beim Strangpressen können verfahrensbedingt nur Längsrillen ausgebildet werden, die auch schwalbenschwanzförmig vertieft sein können.
Ein relativ neues Verfahren ist die Verwendung von Rollenpressen bei großformatigen Feinsteinzeugtafeln, die in Wandhöhe gefertigt werden können. Die keramische Grundmasse wird dabei zwischen zwei Walzen geformt. Aufwändige Muster und auffallende Reliefs werden mittels Inkjetverfahren auf die Fliese übertragen.

### Farben
Die Farbe von unglasierten Keramikfliesen entsteht meist durch färbende Oxide. Diese Oxide sind entweder natürliche Bestandteile der Rohstoffe (beispielsweise Eisenoxid, Mangandioxid, Titandioxid) oder sie werden dem Scherben gezielt zugemischt.
Bei glasierter Keramik wird die Oberfläche durch eine auf den Scherben aufgetragene Glasur gefärbt. Beim Monoporosa-Verfahren wird die Glasur vor dem Brand aufgetragen. Beim Biporosa-Verfahren wird der Scherben erst gebrannt, abgekühlt und mit dem Glasurrohstoff nochmals gebrannt.
Fliesen im mittleren Preissegment erhalten ihre Maserung mittels Rorocolor-Druckverfahren. Hierbei durchläuft die Fliese eine Rolle, die das Muster überträgt.

## Keramikarten für Wand und Boden

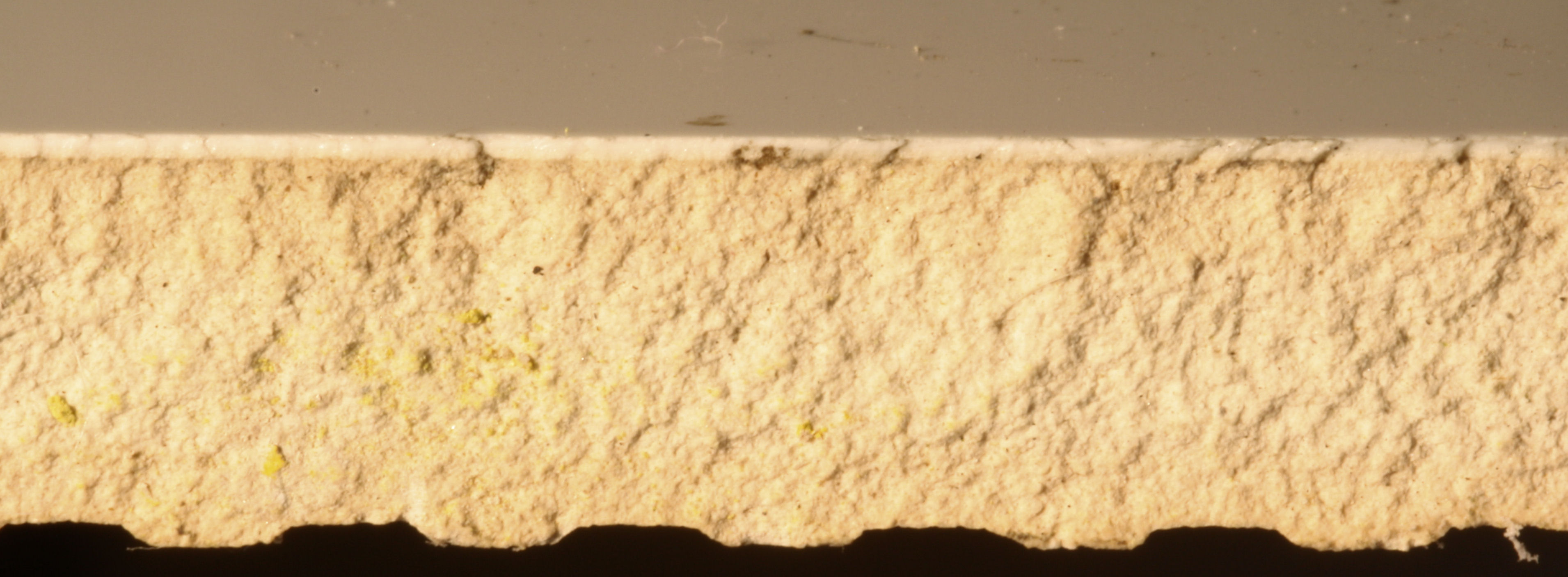
Schnitt durch eine Steingutfliese, sichtbar sind die dünne Glasurschicht auf der Oberseite und die Profilierung der Unterseite zur besseren Anhaftung des Klebemörtels

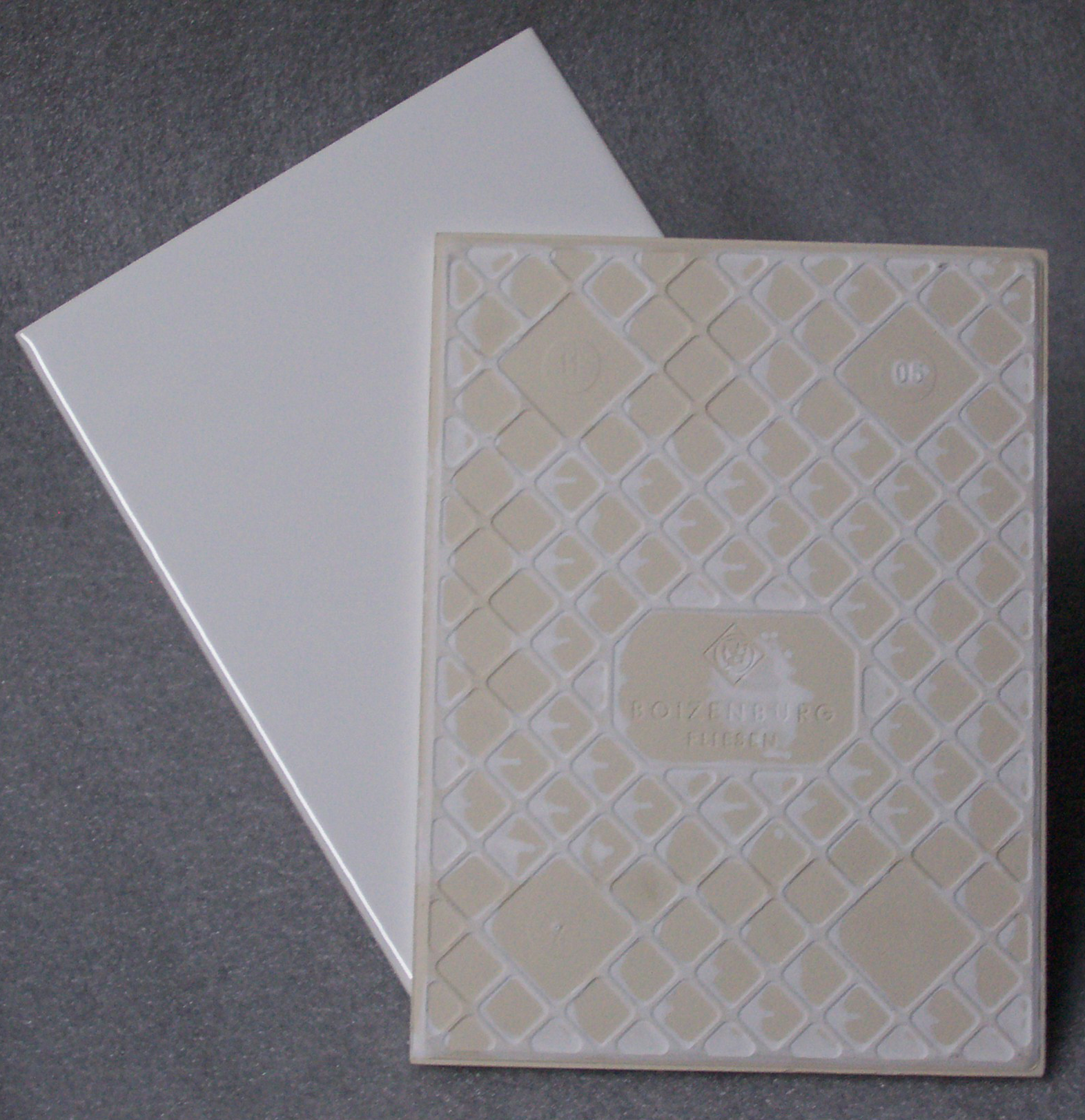
Typische Steingutfliese mit anhaftenden, weißen Trennmittelrückständen

| Produkt            | Produktnorm                     | Anwendungsbereiche |
| ------------------ | ------------------------------- | --- |
| Steingut- Fliesen  | EN 14411 Gruppe BIII            | Wandbekleidungen im Wohnungs- und Nichtwohnungsbau |
| Steinzeug- Fliesen | EN 14411 Gruppe Blb; BIIa; BIIb | Wandbekleidungen innen im Wohnungs- und Nicht- wohnungsbau Bodenbeläge nach erforder- licher Verschleißklasse (Innen- und Außenbeläge) Behälterbau (Trinkwasser- behälter, Schwimmbäder) |
| Fein- steinzeug    | EN 14411 Gruppe BIa             | Vorzugsweise (Wand- und) Bodenbeläge im Wohnungs- und Nichtwohnungsbau |

### Steingut
Steingut (DIN EN 14411, Gruppe BIII, Anhang K) ist Keramik, deren „Scherben“ nach dem Brand bei 950–1150 °C eine Wasseraufnahme von mehr als 10 Prozent aufweist. Vorteil ist die gute Bearbeitbarkeit sowie Dekorierungsfähigkeit. Aufgrund der hohen Porosität ist Steingut nicht frostfest und bleibt auf Anwendungen in Innenbereichen beschränkt. Hierbei ist die Hauptanwendung die Verwendung als glasierte Wandfliese.
Bei der Herstellung von Steingut werden zwei Verfahren unterschieden: Bei dem Einbrandverfahren (Monoporosa) wird auf die Fliese direkt nach der Formgebung flüssige Glasur aufgetragen. Anschließend wird die Fliese mit einem gewünschten Muster bedruckt; beim Zweibrandverfahren (Biporosa) wird zuerst der Scherben gebrannt. Danach wird die Fliese glasiert und bedruckt und anschließend nochmals gebrannt.

### Steinzeug
Steinzeug ist definiert als eine Keramik mit einer Wasseraufnahme von unter 3 Prozent. Aufgrund der geringen Porosität ist das Material frostbeständig. Gegenüber dem poröseren Steingut hat Steinzeug eine höhere Dichte und bessere mechanische Festigkeiten. Fast alle Fliesen für stark beanspruchte Anwendungsbereiche, zum Beispiel in Industrie, Gewerbe oder für öffentliche Bereiche, sind aus unglasiertem Steinzeug. Die Rutschhemmung wird durch die Oberflächenstruktur eingestellt. Steinzeugfliesen mit Glasuren sind die klassische Bodenkeramik. Die technischen Eigenschaften der Glasur bestimmen die Abriebfestigkeit und die Rutschhemmung.
Im Gegensatz zum Steingut wird der Scherben bei 1150–1300 °C gebrannt. Durch Zugabe von Flussspat und anderen Flussmitteln kann die Porosität verringert werden.

### Feinsteinzeug

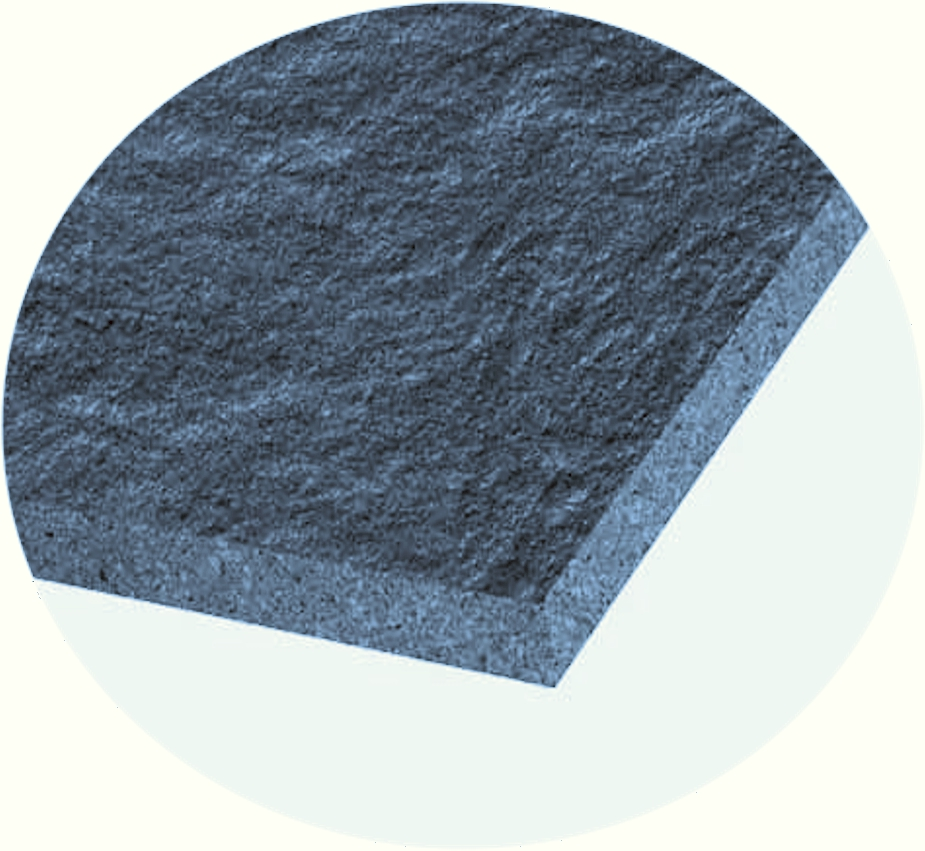
Schnitt durch eine Feinsteinzeugplatte mit strukturierter Oberfläche

Feinsteinzeug (FSZ) zeichnet sich durch eine sehr geringe Wasseraufnahme von weniger als 0,5 % aus. Es stellt damit eine Weiterentwicklung der Steinzeugfliesen dar, deren Wasseraufnahme unter 3 % liegt. Die Herstellung von Feinsteinzeug erfolgt durch trockene Verpressung von fein aufbereiteten keramischen Rohstoffen mit größeren Anteilen an Quarz, Feldspaten und anderen Flussmitteln unter hohem Druck. Danach wird der Scherben in einem Rollenofen bei hohen Temperaturen (1200–1300 °C) gebrannt.
Wegen der hohen Bruchfestigkeit und der guten Verschleißeigenschaften wird FSZ bevorzugt in öffentlichen und stark beanspruchten Bereichen eingesetzt. Durch entsprechende Oberflächenstrukturen kann die Rutschsicherheit von R 9 – R13, V4, eingestellt werden.
Zunächst wurden unglasierte Fliesen hergestellt, die eine hochdichte versinterte Brennhaut aufweisen, die annähernd so resistent gegen die Bildung von Flecken ist, wie glasierte Oberflächen.
Diese Brennhaut und auch speziell glasierte Oberflächen können durch feine Diamantpolierscheiben zur sogenannten „geläppten“ Oberfläche veredelt werden. Ist diese Oberfläche strukturiert bzw. reliefartig gestaltet, dann erscheint der höher ragende Bereich eher glänzend, der tiefer liegende Bereich eher matt.
Poliertes FSZ hat keine geschlossene Oberfläche. Die Porenräume des Scherbens werden beim Polieren durch die Entfernung der sogenannten Brennhaut geöffnet, wodurch bestimmte Verunreinigungen, die nach der Verlegung auftreten, schwieriger zu entfernen sind. Je nach Herstellungsverfahren unterscheidet sich die Porosität sehr stark.
Durch das Aufbringen von farbigen Keramikpulvern oder löslichen Salzen kann die Oberfläche von unglasiertem FSZ beeinflusst werden. Allerdings sind die Möglichkeiten aufgrund des durchscheinenden Scherbens eingeschränkt. In zunehmendem Maße wird glasiertes und bedrucktes FSZ mit einer großen Vielfalt an Dekoren hergestellt. Beispielsweise können Steine, Hölzer, Stoffe, Kork, Leder etc. imitiert werden.
Glasuren auf Steinzeug und Feinsteinzeug erreichen meist nicht die Abriebfestigkeit des Trägermaterials.

### Terrakotta
Basismaterial für diese Fliesenart, umgangssprachlich auch Cotto genannt, ist ein Kalkmergel, der auch als toskanischer Schieferton bezeichnet wird und Verunreinigungen aus Quarzkrümeln enthält. Das im Tagebau gewonnene Material wird mit Wasser vermengt, geknetet, durch eine Zerkleinerungsanlage („Wolf“) gedreht und strang- oder trockengepresst, oder in Holzformen gedrückt und an der Luft getrocknet. Traditionell wurden auch Reliefs oder Muster in die feuchte Masse gedrückt. Teilweise wird die Oberflächenstruktur nach dem Trocknungsprozess durch die Bearbeitung mit Stahlbürsten angepasst. Der Brand erfolgt über 36–48 Stunden bei einer Temperatur von 950 bis 1050 °C. Dabei entsteht aus dem blau-grauen Ton durch Oxidation der typisch rötlich gefärbte Cotto. Terrakotta-Produkte werden mit größerer Materialstärke als moderne Keramikprodukte gefertigt, da das grobe und kalkhaltige Rohmaterial oft keine große Festigkeit aufweist.

### Klinker und Spaltklinker
Zu den grobkeramischen Produkten gehören die klassischen Klinker. Bestehend aus Schamotte, Feldspäten und weiß- oder rotbrennenden Tonen (d. h., die Farbe entsteht erst durch den Brand), werden sie wie Cotto als Teig angerührt und im Strangpressverfahren geformt. Wenn bei der Trocknung eine Restfeuchte von circa drei Prozent erreicht worden ist, wird der Hartziegel glasiert oder unglasiert bei 1200 °C gebrannt. Um Verformungen beim Brand durch unterschiedlich strukturierte Ober- und Unterseiten zu minimieren, werden solche Platten oft als Spaltklinker in doppelter Ausfertigung (Rücken an Rücken, mit Stegen verbunden) geformt, gemeinsam gebrannt und erst nach Fertigstellung getrennt bzw. gespalten.
Hohe Kantenschärfe und Beständigkeit gegen Wasser und Frost sind die Voraussetzungen, dass Klinker ein idealer Boden- und Wandbelag für Innen- und Außenbereiche sind, auch als Verblendung, die vor ein Mauerwerk mit einem Klinkermörtel aufgeklebt wird. Die volkstümliche Bezeichnung als „Klinkerwand“ für jede vorgemauerte Wandschale ist unrichtig. Hierfür werden weichere Steine oder härter gebrannte Lochmauersteine verwendet, jedoch nur selten und nicht fachgerecht Vollklinkersteine, da solche Wände wegen mangelnder Mörtel-Verbundhaftung leicht Risse bekommen.
Vollklinker kommen überwiegend als Gehwegbelag zum Einsatz. Hierbei handelt es sich um unglasierte Klinkersteine. Diese sind trittsicher, wasserabweisend, frostfest und langlebig. Auch verändern sie im Gebrauch ihre Farbe nur wenig und verschmutzen kaum, sie bekommen lediglich eine Patina.

## Kriterien für die Gebrauchseigenschaften
Fliesen werden im Wesentlichen nach ihrer Wasseraufnahmefähigkeit, ihrer Frostbeständigkeit, ihren rutschhemmenden Eigenschaften und der Beständigkeit ihrer Oberfläche gegenüber Abrieb klassifiziert. Für das Maß der Einfachheit der Reinigung ist auch die Rauigkeit der Oberfläche zu berücksichtigen (je weniger Struktur vorhanden ist, umso weniger Schmutz kann sich in den Vertiefungen festsetzen).
Keramikfliesen werden in zwei Qualitäten eingeteilt: erste und zweite Wahl. Dabei werden sowohl optische wie auch qualitative Anforderungen an Glasur, Oberfläche, Maßhaltigkeit und Wasseraufnahme gestellt. Fliesen mit groben Fehlern werden oftmals auch als dritte Wahl angeboten oder gelangen in den Ausschuss.

### Wasseraufnahmevermögen
| Gruppe | Massen-% Wasseraufnahmevermögen |
| ------ | ------------------------------- |
| Ia     | höchstens 0,5 %                 |
| Ib     | höchstens 3 %                   |
| IIa    | 3 % bis 6 %                     |
| IIb    | 6 % bis 10 %                    |
| III    | mehr als 10 %                   |

Die Europäische Norm DIN EN 14411 unterteilt keramische Fliesen und Platten nach ihrem Wasseraufnahmevermögen in fünf Gruppen. Die Prüfung erfolgt nach DIN EN ISO 10545.
Frostbeständig und somit für den Außenbereich geeignet sind nur Fliesen und Platten der Gruppen Ia und Ib. Dies gilt auch Fliesen auf überdachten Flächen wie Balkonen, da diese nach Durchfeuchtung ebenfalls vom Frost geschädigt werden können. Da gewöhnlicher Fugenmörtel wasserdurchlässig ist, muss auch bei Verklebung und Unterkonstruktion auf frostbeständige Materialien und richtige Verarbeitung geachtet werden.
Aufgrund des dichten Scherbens sind Feinsteinzeugfliesen generell frostbeständig.

### Abriebfestigkeit
Die Abriebbeständigkeit der Glasur von Steinzeugfliesen (Widerstandsfähigkeit gegen Oberflächenverschleiß) wird durch ein genormtes Prüfverfahren mit einer Prüfmaschine mit rotierenden Stahlbürsten des amerikanischen Porzellan- und Emaille-Instituts (PEI) oder durch Sandstrahlen geprüft und nach DIN EN ISO 10545-7 in die Klassen 0 bis 5 eingeteilt (siehe Tabelle).
Abrieb (Oberflächenverschleiß) tritt bei Bodenbelägen infolge schleifender, reibender Beanspruchung auf und kann bei glasierten Fliesen durch Glanzveränderung der Oberfläche sichtbar werden. Glasierte Steinzeugfliesen werden hinsichtlich ihrer Beständigkeit gegen Abrieb in Gruppen unterteilt und können damit Anwendungsbereichen zugeordnet werden. Die Abriebbeständigkeit (Verschleißgruppe) ist die durch Schleif- und Sandstrahlprüfung ermittelte Widerstandsfähigkeit glasierter Fliesen und Platten. Sie wird vom Hersteller angegeben.
| Abrieb- klasse | Prüf-Umdrehungen    | Anwendungsbereiche |
| -------------- | ------------------- | --- |
| 1              | 150                 | für Wandmaterial sowie barfuß oder mit Hausschuhen begangene Flächen |
| 2              | 600                 | für leichte Beanspruchung in wenig genutzten Räumen in privaten Haushalten |
| 3              | 750 / 1500          | für mittlere und kratzende Beanspruchung mit normalem Schuhwerk; etwa in privaten Dielen, Fluren und auf Balkonen, sowie in Hotelzimmern und -bädern                                                                  |
| 4              | 2100 / 6000 / 12000 | für hohe Beanspruchung durch häufige Begehung mit normalem Schuhwerk in öffentlichen Eingangsbereichen, Terrassen, Küchen, sowie in Wirtschafts- und Verkaufsräumen, Krankenhäusern, Bürogebäuden, Hotels und Schulen |
| 5              | >12000              | Anwendungsbereiche mit sehr starkem Publikumsverkehr, wie Verkehrsanlagen, Gastronomie, Verkaufs-, Versammlungs- und Sportstätten, sowie bei Beanspruchung durch Befahren wie in Garagen                              |

Unter Zugabe von Wasser und definierten Schleifmitteln wird ein künstlicher Abrieb ermittelt. Als Ergebnis erhält man einen Wert, der angibt, bei welcher Anzahl der Umdrehungen sich eine sichtbare Veränderung ergibt. Diese Werte werden dann für eine Klassifizierung benutzt.
Bei unglasierten keramischen Fliesen und Platten wird der Tiefenverschleiß nach DIN EN ISO 10545-6 ermittelt. Mit Schmelzkorund und einer speziellen Schleifscheibe wird der „anfallende Abrieb“ gemessen. Je geringer der Wert, desto verschleißresistenter ist die Keramik.

### Rutschsicherheit
| Gruppe | Haftreibwert | Neigungswinkel |
| ------ | ------------ | -------------- |
| R9     | Minimum      | von 6 bis 10°  |
| R10    | erhöht       | von 10 bis 19° |
| R11    | erhöht2      | von 19 bis 27° |
| R12    | groß         | von 27 bis 35° |
| R13    | sehr groß    | über 35°       |

| Gruppe | Mindestvolumen (cm³/dm²) |
| ------ | ------------------------ |
| V4     | 4                        |
| V6     | 6                        |
| V8     | 8                        |
| V10    | 10                       |

Durch die Prüfung der Rutschsicherheit nach der DIN 51130 erfolgt die Einstufung in R-Werte. Je höher die hinter dem „R“ stehende Zahl, desto rutschhemmender und schlechter reinigungsfähig ist der Belag. Wie aus der Tabelle zu ersehen ist, gibt es die Bewertungsgruppen von R9 bis R13. Die BGR 181 der Berufsgenossenschaften findet jedoch keine Anwendung auf Fußböden in Arbeitsräumen, Arbeitsbereichen und betrieblichen Verkehrswegen, bei denen keine gleitfördernden Mittel zu erwarten sind. Regenschirme transportieren Wasser, also sollte immer auf die BGR 181 Rücksicht genommen werden. Bei Abweichung von der BGR 181 sollten die Berufsgenossenschaft und die Gewerbeaufsicht zum jeweiligen Bauobjekt grundsätzlich befragt werden, da es vorkommen kann, dass beide Institutionen unterschiedliche Meinungen haben können. In Bereichen, wo fettige, pastöse oder faserig-zähe Stoffe auf den Boden gelangen, müssen Fliesen eventuell auch noch einen „Verdrängungsraum“ aufweisen. Dieser Verdrängungsraum ist der zur Gehebene hin offene Hohlraum unterhalb der Gehebene und wird nach vier V-Klassen bewertet. Der V-Wert gibt an, wie viel cm³ Flüssigkeit der Boden auf einem dm² mindestens aufnehmen kann.
Eine Besonderheit bilden Keramiken für nassbelastete Barfußbereiche. Diese Oberflächen werden nach DIN 51097 geprüft und in die Bewertungsgruppen nach GUV 26.17 A, B und C eingeteilt.
Für den privaten Bereich gibt es keine Vorgaben. Dort sind polierte oder glattglasierte Keramiken anwendbar. Ein privates Schwimmbad oder Sauna sollte aber nach den Regeln der GUV 26.17 Rutschsicherheit für nassbelastete Barfußbereiche ausgeführt werden.
Werden Bodenbeläge mit geringerer Mindestrutschhemmung geplant oder eingebaut (nach BGR 181/GUV 26.17), drohen im Unglücksfall Schadenersatz- oder Regressansprüche.

### Bruchstärke und Biegefestigkeit
Hierbei wird nach statischer und dynamischer Belastung unterschieden und entsprechend ihrer Bruchkraft in Belastungsgruppen I bis V unterteilt (DIN EN 1991-1-1+C1). Die Bruchstärke (S) und Biegefestigkeit (R) ergibt sich aus DIN EN 14411.

### Säurebeständigkeit
Die Säurebeständigkeit (chemische Beständigkeit) wird nach DIN EN ISO 10545-13 bestimmt. Dabei wird zwischen schwacher und hoher Konzentration unterschieden. In beiden Konzentrationen wird die Beständigkeit gegen Salzsäurelösung (3 % und 18 %) und Kaliumhydroxidlösung (30 g/l und 100 g/l) getestet. Zudem kommen innerhalb der schwachen Konzentration Zitronensäurelösung 100 g/l und in der hohen Konzentration fünfprozentige Milchsäurelösung zum Einsatz.

### Fleckempfindlichkeit
Fleckempfindlichkeit wird nach der DIN EN ISO 10545-14 klassifiziert und in fünf Klassen eingeteilt. Getestet wird dabei in den Gruppen: Spurenbildende Fleckenbildner, Fleckenbildner chemisch, Filmbildende Fleckenbildner, Reinigungsmittel und Lösungsmittel.

### Ökologische Aspekte
Keramikfliesen enthalten durch den Brand keine raumluftbelastenden, ausgasenden Stoffe. Bei Verlegung mit einem Kalk- oder Zementmörtel wird die Raumluft nicht mehr belastet, wenn das Anmachwasser verdunstet ist.
Feinsteinzeug sowie glasiertes Steinzeug und Steingut haben eine sehr dichte Oberfläche. Schimmelpilze finden im Allgemeinen nur in den Fugen ein geeignetes Substrat.
Bei einer Verlegung mit Reaktionsharzen, die säurebeständig sind, besteht neben einer Ausdünstungsgefahr auch ein höheres Risiko der mikrobiologischen Besiedlung gegenüber alkalischen Klebe- und Fugenmörteln.
Die Strahlenbelastung hängt von den verwendeten Ausgangsstoffen ab. Eine Gefährdung ging früher hauptsächlich von Natriumdiuranat- (Uranglas) und Kobaltglasuren aus. (Siehe Radonbelastung.)

## Formate
Bis in die 1970er Jahre dominierte bei den Wandfliesen in Mitteleuropa das Format 15 × 15 cm. Seitdem wird eine große Zahl neuer Formate angeboten mit der Tendenz zu immer größeren, inzwischen bis raumhohen Fliesen.
Die gängigsten Formate lagen 2008 zwischen 25 × 33 und 30 × 90 cm bei Wandfliesen aus Steingut sowie 30 × 30 und 45 × 90 cm bei Bodenfliesen aus (Fein-)Steinzeug. Im neuen Jahrtausend galten 30 × 60 (Feinsteinzeug und Steingut) und 60 × 60 cm (Feinsteinzeug) als Standardformate und waren dementsprechend preiswert.
2020 werden Formate um 60 × 120 cm und 90 × 90 cm im mittleren Preissegment angeboten und erreichen zweistellige Marktanteile, während XXL-Formate von 240 × 100 bis 320 × 160 cm, oft nur 3–7 mm stark, noch im gehobenen Segment zu finden sind und zunehmend für fugenarme Duschbereiche sowie Oberflächen von Fliesentischen und Küchenarbeitsplatten verwendet werden. Aufgrund des komplexeren Herstellungsverfahrens und Investitionen in neue Fertigungsanlagen sind größere Formate in der Regel teurer als die jeweils verbreitetsten oder bereits auslaufenden Formate.
Auch Mosaikfliesen in Formaten von 1 × 1 cm bis 10 × 10 cm werden vermehrt verwendet.

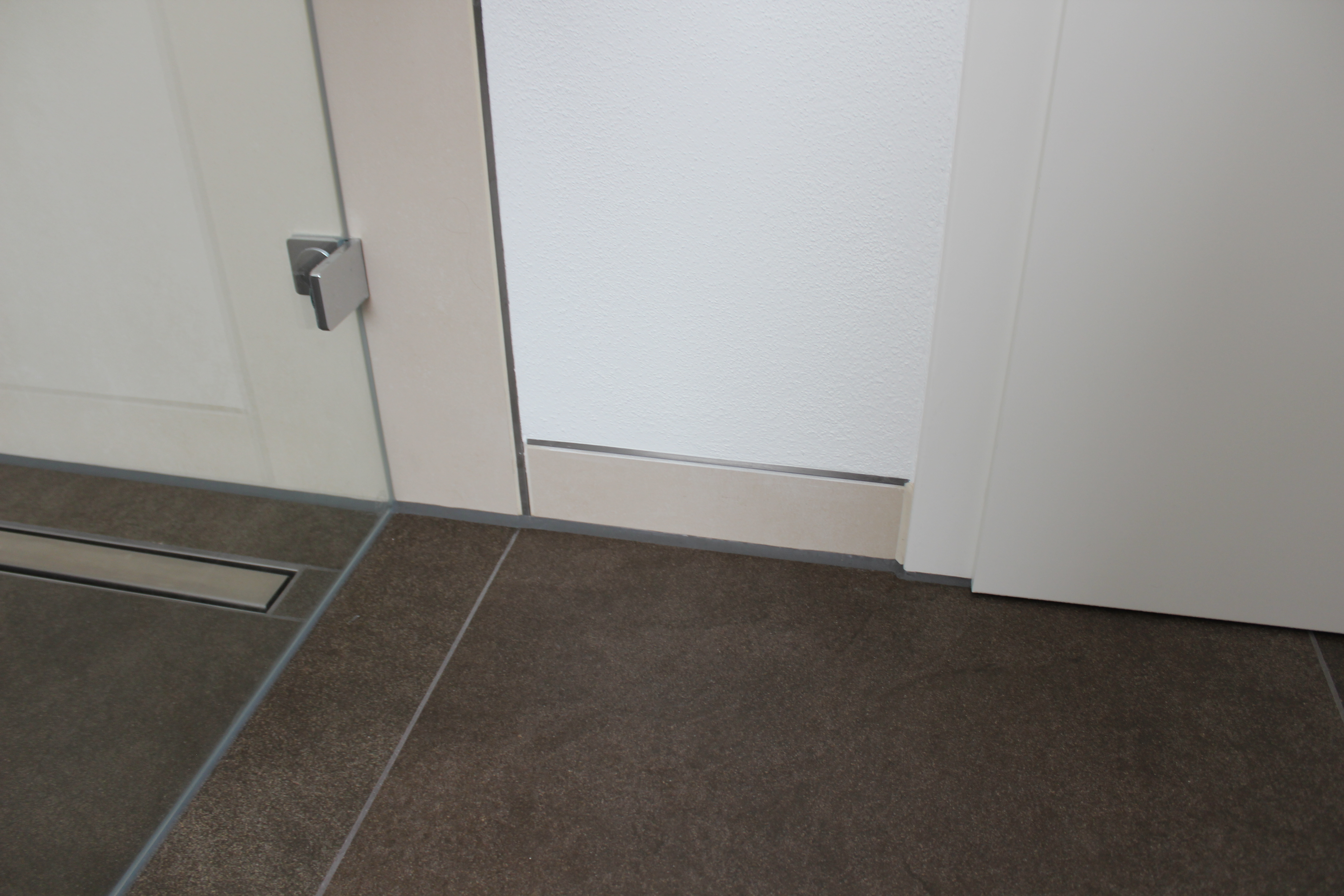
Detail im gefliesten Bad: Übergang zwischen Fliesen und verputzter Wand durch Schienen

Überdies existieren Formstücke für Sockelausbildungen, Bordüren, Treppenstufen, Ecken sowie spezielle Schienen zum Anschluss an andere Bodenbeläge.

### Maßangaben
Zu unterscheiden ist zwischen dem Nennmaß, dem Werkmaß, dem Koordinierungsmaß, dem Modularen Maß und dem Istmaß.
Das Nennmaß (z. B. 15 × 15 cm) beschreibt die nominelle Fliesengröße in cm, unter der die Fliesen gehandelt werden. Das Istmaß beschreibt die tatsächlich vorhandenen Abmessungen, die innerhalb des Toleranzbereichs von Fliese zu Fliese abweichen können.
Das Werkmaß „W“ ist das vom Hersteller vorgesehene Fertigungsmaß und addiert sich mit der Fuge zum Koordinierungsmaß „C“ (in mm). Zum Beispiel hat eine Fliese mit dem Werkmaß 247 × 197 × 5 mm ein Koordinierungsmaß von 250 × 200 mm und eine vorgesehene Fugenbreite von 3 mm. Das Nennmaß ist 25 × 20 cm.
Das Modulare Maß basiert auf einem Raster von M = 100 mm und gleicht dem Koordinierungsmaß. Das heißt, es beinhaltet die Vorgabe für die Fugenstärke in Verbindung mit dem Werkmaß. 

### Kalibrierungund Rektifizierung
Bedingt durch den Brennvorgang weisen traditionell gefertigte Fliesen leicht abgerundete Kanten und gewisse Maßabweichungen auf und sind zur Verlegung mit Fugenbreiten von rund 5 mm (bzw. im Bereich von 3 bis 8 mm) vorgesehen.
Um schmalere Fugenbreiten zu erreichen, ohne dass Maßabweichungen optisch auffallen, werden Fliesen im Werk vorsortiert (nach „Kaliber“). Sortierte Fliesen haben in der Regel Maßabweichungen von weniger als ± 0,7 mm und werden auf der Verpackung mit der Angabe „kalibriert“ bzw. „cal.“ sowie dem genauen Maß oder einer Kennziffer gekennzeichnet. Bei Verlegung mit geringer Fugenbreite sollten Fliesen mit gleicher Kennziffer verwendet werden.
Feinsteinzeugplatten werden auch „rektifiziert“ angeboten. Rektifizierte Fliesen wurden nach dem Brand auf Maß geschnitten, so dass sie scharfe und exakt rechtwinklige Kanten aufweisen. Durch genau definierten Außenmaße lässt sich die Fugenbreite auf 1,5 bis 2 mm verringern. Die scharfgeschnittenen Kanten sind optisch sowie beim Begehen von Fußbodenflächen allerdings deutlich wahrnehmbar, wenn Höhendifferenzen zwischen den Platten vorliegen. Bei der Verlegung ist daher eine besondere Sorgfalt erforderlich.

## Einbau

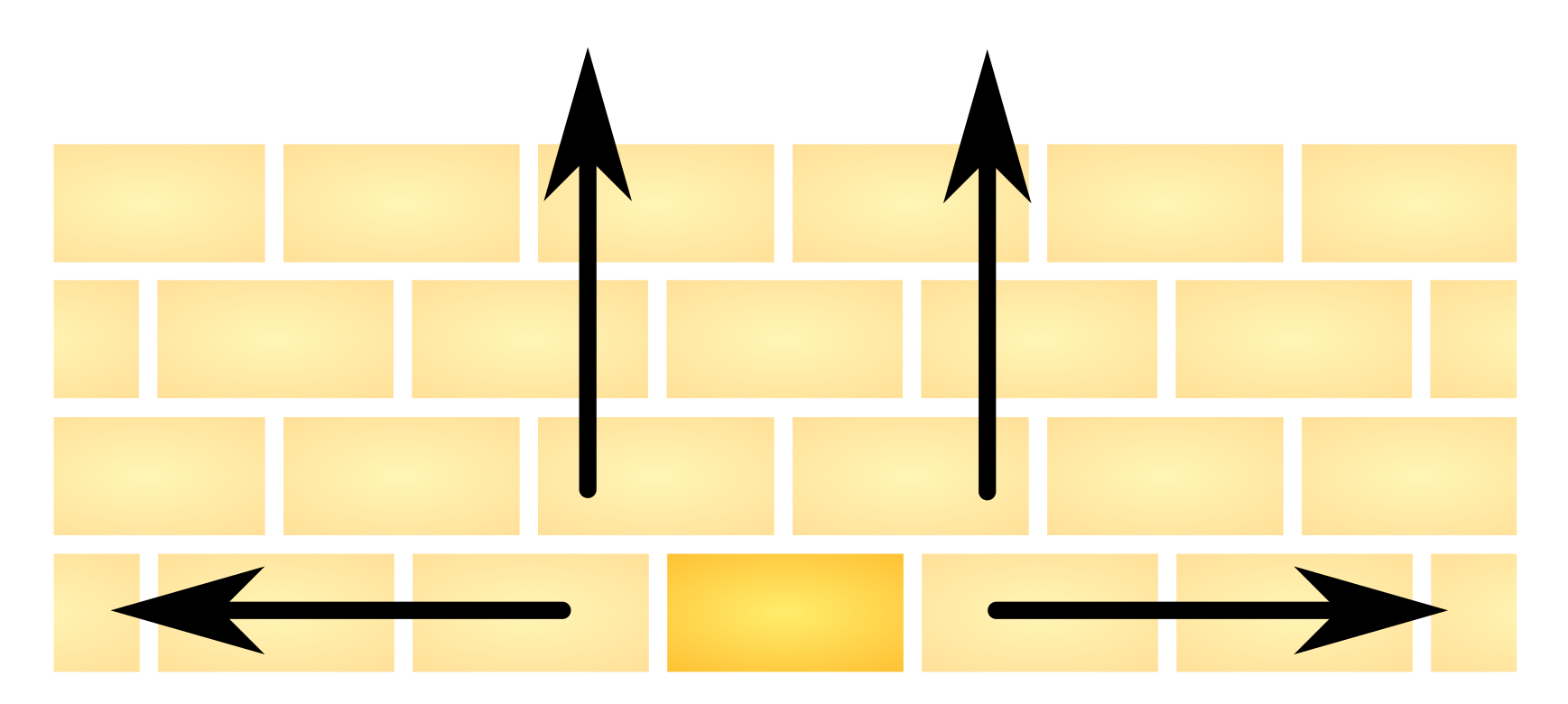
Die meisten Handwerker beginnen mit dem Auslegen von Fliesen an der Mitte einer Wand, um von hier aus wenigstens in einer Dimension Spiegelsymmetrie zu erreichen. Erfahrene beginnen aus demselben Grunde sogar am genauen Mittelpunkt der Fläche. Um die Zahl der fragmentierten Fliesen möglichst gering zu halten, fangen andere allerdings in einer Ecke an.

Keramische Platten wurden traditionell im Dickbettverfahren verlegt, das sowohl den Ausgleich von Bodenunebenheiten, wie auch die Verlegung im Gefälle erlaubt. Nachteilig ist, dass beim Auftragen des Mörtels und beim Einklopfen der Fliesen jeweils das Nivellement kontrolliert werden muss, um eine ebene Oberfläche ohne Versatz (Überzahn) zu erreichen.
Beim Mittelbett- und Dünnbettverfahren wird zunächst eine ebene Oberfläche hergestellt, die gegebenenfalls bereits das gewünschte Gefälle aufweist. Anschließend wird der Mörtel mit dem Zahnspachtel in definierter Stärke aufgebracht, was eine gleichmäßig ebene Verlegung vereinfacht.
Große, höher belastete Flächen im Gewerbe- und Industriebau werden heute überwiegend als Rüttelboden eingebaut. Ein sehr steifer Mörtel, der häufig mit Mineralfasern bewehrt ist, wird in einer Stärke von mindestens 45 mm gleichmäßig eben aufgetragen und kann teilweise die ausgleichende und lastverteilende Funktion eines Estrich übernehmen. Die Bodenplatten werden anschließend mit einer zusätzlichen zementhaltigen Kontaktschicht oder Zementschlämme auf das Mörtelbett verlegt und eingerüttelt.
Die Fugenbreite ist in Deutschland heute normiert. Laut DIN EN 18157 Ausführung keramischer Bekleidungen im Dünnbettverfahren sollen Fliesen mit einer Kantenlänge von bis zu 60 cm eine Fugenbreite von mindestens 3 mm, größere Fliesen mit einer Fugenbreite von mindestens 5 mm verlegt werden. Zwar werden schmalere Fugen meist als attraktiver empfunden, doch muss bei der Wahl der Fugenbreite berücksichtigt werden, dass Fliesen sich, was vom Fugenmörtel aufgefangen wird, bei Wärme etwas ausdehnen.

## Oberflächen und Reinigung von Keramikfliesen

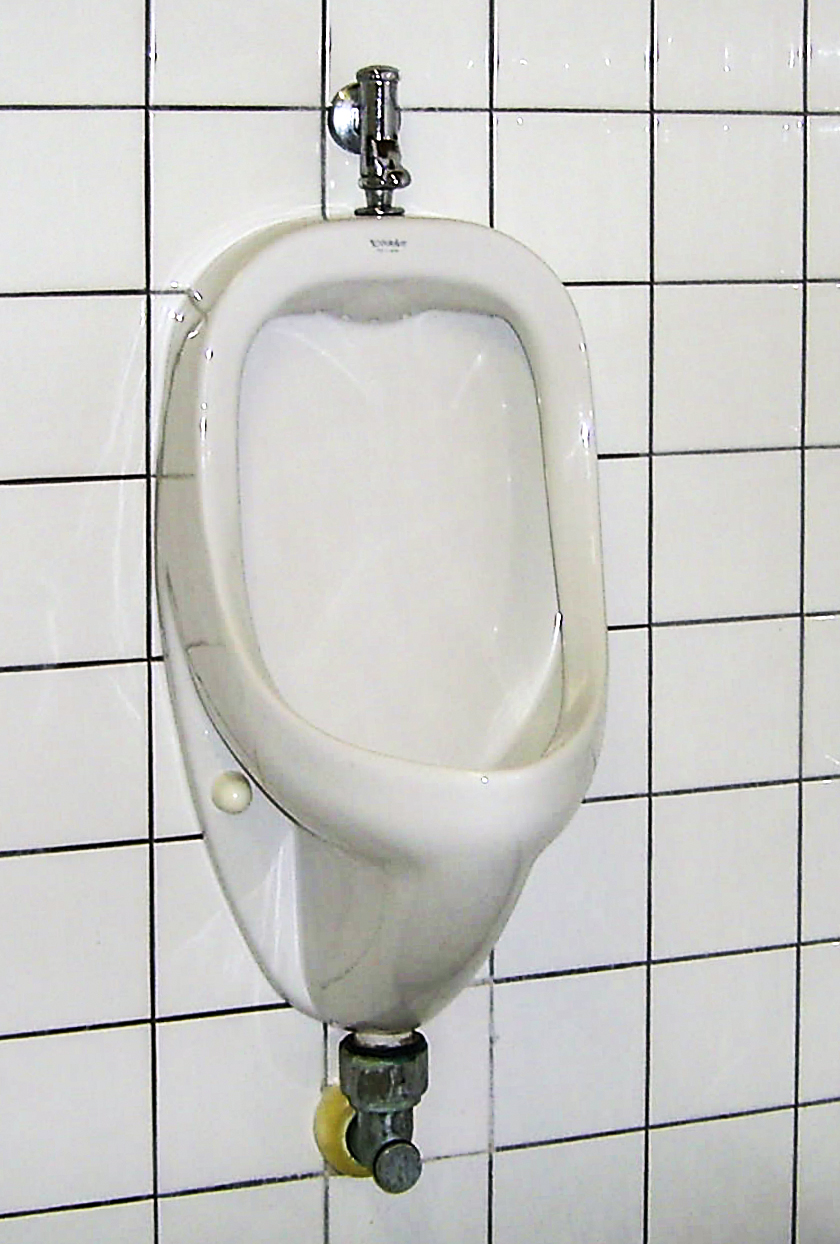
Gaststätten-Urinal

Schmutzanhaftung und Reinigungsaufwand sind in erster Linie abhängig von der Oberflächenrauheit. Während Wandfliesen und viele Bodenfliesen eine pflegeleichte, glatte Oberfläche aufweisen, wird in gewerblichen Küchen und Schwimmbädern ein rutschsicherer Belag gefordert, die durch eine Strukturierung und Erhöhung der Rauheit der Fliesenoberfläche erreichbar ist.

### Imprägnierung
Imprägniermittel wie Silane reduzieren die Fleckempfindlichkeit von offenporigen Oberflächen. In kapillar saugfähiger Keramik wie Terrakotta oder Steingut können zudem farbverändernde Substanzen einziehen.
Bei glasierter Keramik, unpoliertem Feinsteinzeug sowie bei unglasierten, aber vom Hersteller oberflächenvergüteten Belägen („keramische Versiegelung“) kann eine Imprägnierung nicht in die Oberfläche einziehen und würde auf der Oberfläche einen unerwünschten Belag hinterlassen. Auch bei offenporigen Werkstoffen können nicht von der Oberfläche aufgenommene Reste der Imprägniermittel zur Anhaftung von Verunreinigungen führen, speziell von in Gummi enthaltenem Ruß.
Beim Polieren von Feinsteinzeug wird die gesinterte Oberfläche abgetragen, so dass die feinen Porenräume freiliegen. Obwohl Feinsteinzeug kaum kapillar saugfähig ist, wird von den Herstellern häufig eine Imprägnierung empfohlen, um die Reinigung zu erleichtern.
Ziegelböden aus unglasiertem Steinzeug (Terracotta) oder (Spalt-)Klinkern wurden traditionell mit Klinkeröl oder anderen porenfüllenden Mitteln imprägniert, wenn es erforderlich schien, sie vor Fett-, Rotwein- und anderen Flecken zu schützen. Manche Hersteller empfehlen, die Imprägnierung noch vor dem Verfugen vorzunehmen.
Zur Versiegelung der Fugen sind spezielle Imprägniermittel erhältlich. Empfohlen wird oft eine vorherige Säuberung der Fugen mit einem sauren Reinigungsmittel (z. B. Anti-Kalk).

### Werkseitige Vergütungen
Nachträgliche Schutzbehandlungen durch Imprägniermittel unterscheiden sich von werkseitigen mineralischen Oberflächenvergütungen, wie Glasuren oder Engoben. Diese werden im Verlauf eines zweiten Brennvorgangs auf der Oberfläche aufgeschmolzen bilden eine glatte, flüssigkeits- und schmutzabweisende Beschichtung.

### Reinigung
Insbesondere nach dem Verfugen von unglasierten Fliesen sollte die Fugenmasse gründlich abgewaschen werden, damit sich das Bindemittel nicht in der Oberfläche festsetzt und dort aushärtet. Falls es doch zu einer Verfärbung der Oberfläche kommt, kann Zementschleierentferner eingesetzt werden, um den grauen Zementbelag anzulösen und entfernen zu können. Dieser saure Spezialreiniger greift auch die Fugen an. Sie sollten daher angenässt werden, um das Eindringen des Reinigers in die Fuge zu erschweren. Nach dem Abwaschen des Reinigers kann die Fläche mit einem alkalisch wirkenden (Reinigungs-)Mittel neutralisiert werden. 
Fliesen mit geschlossener Oberfläche sind pflegeleicht und lassen sich mit beliebigen Haushaltsreinigern säubern. Zur Entfernung fettiger Verunreinigungen werden alkalische Reinigungsmittel empfohlen.
Pflegemittelhaltige Reiniger, die einen Fett-, Wachs- oder Polymerfilm hinterlassen, können das Erscheinungsbild der Fliesenoberfläche verändern und sich auf Dauer zu einer unansehnlichen und schlimmstenfalls klebrigen Schicht akkumulieren.
Sofern diese Mittel im professionellen Bereich eingesetzt werden, um die Eigenschaften der Fliesenoberfläche zu beeinflussen, werden die zurückbleibenden Schichten meist bei einer jährlichen intensiven Grundreinigung wieder entfernt.
Bei hartnäckigen Verschmutzungen sowie rutschsicheren Fliesen mit rauer Oberflächenstruktur kann es erforderlich sein, das Reinigungsmittel zunächst einwirken zu lassen und Microfaserbezüge, Bürsten oder Reinigungspads einzusetzen. Bürsten und Pads sollten keinen Schleifkornzusatz enthalten, der die Oberfläche mattieren oder abtragen würde.
Schimmelbefall kann je nach Art und Schwere mit Reinigern auf Alkohol-, Essig oder Natronbasis entfernt werden.

## Fliesenspiegel
Ein Fliesenspiegel ist ein Wandbelag auf halber Höhe, der nicht bis auf den Boden reicht. Fliesenspiegel werden als Spritzschutz hinter Spülen, Waschbecken und anderen Sanitärgegenständen sowie als Rückwände von Küchenzeilen verwendet.

## Alternativen und Zubehör
Über Bade- und Duschwannen werden gelegentlich einzelne Keramikfliesen mit angeformter Seifenschale eingesetzt.
In den üblichen Formaten von Keramikfliesen werden zur Ergänzung oder als Alternative auch Glas-, Spiegel- und hinterleuchtete Lichtfliesen sowie Fliesen aus Metall angeboten. Gewöhnlicher Fliesenkleber haftet schlecht an Glas, Metall und Kunststoff, da er zur Anwendung auf saugenden Oberflächen gedacht ist. Glas- und Metallfliesen werden darum in der Regel mit einem saugenden Material als Haftvermittler beschichtet.
Ähnliche Funktionen wie Keramikfliesen erfüllen auch Natursteinplatten. Als Wandverkleidung werden speziell in der Küche auch gehärtete Glasscheiben eingesetzt.
Wenn es nicht auf eine besonders glatte Oberfläche ankommt, kommen auch Riemchen infrage.